# Bulgarisch-orthodoxe Diözese von West- und Mitteleuropa
Die Bulgarisch-orthodoxe Diözese von West- und Mitteleuropa (Eigenname: Bulgarisch-Orthodoxe Diözese von West- und Mitteleuropa) ist eine Auslandsdiözese der Bulgarisch-orthodoxen Kirche. Ihr Sitz ist in Berlin und Budapest. Gründer der Diözese ist der Metropolit Simeon, derzeitiger Metropolit ist Antonij.

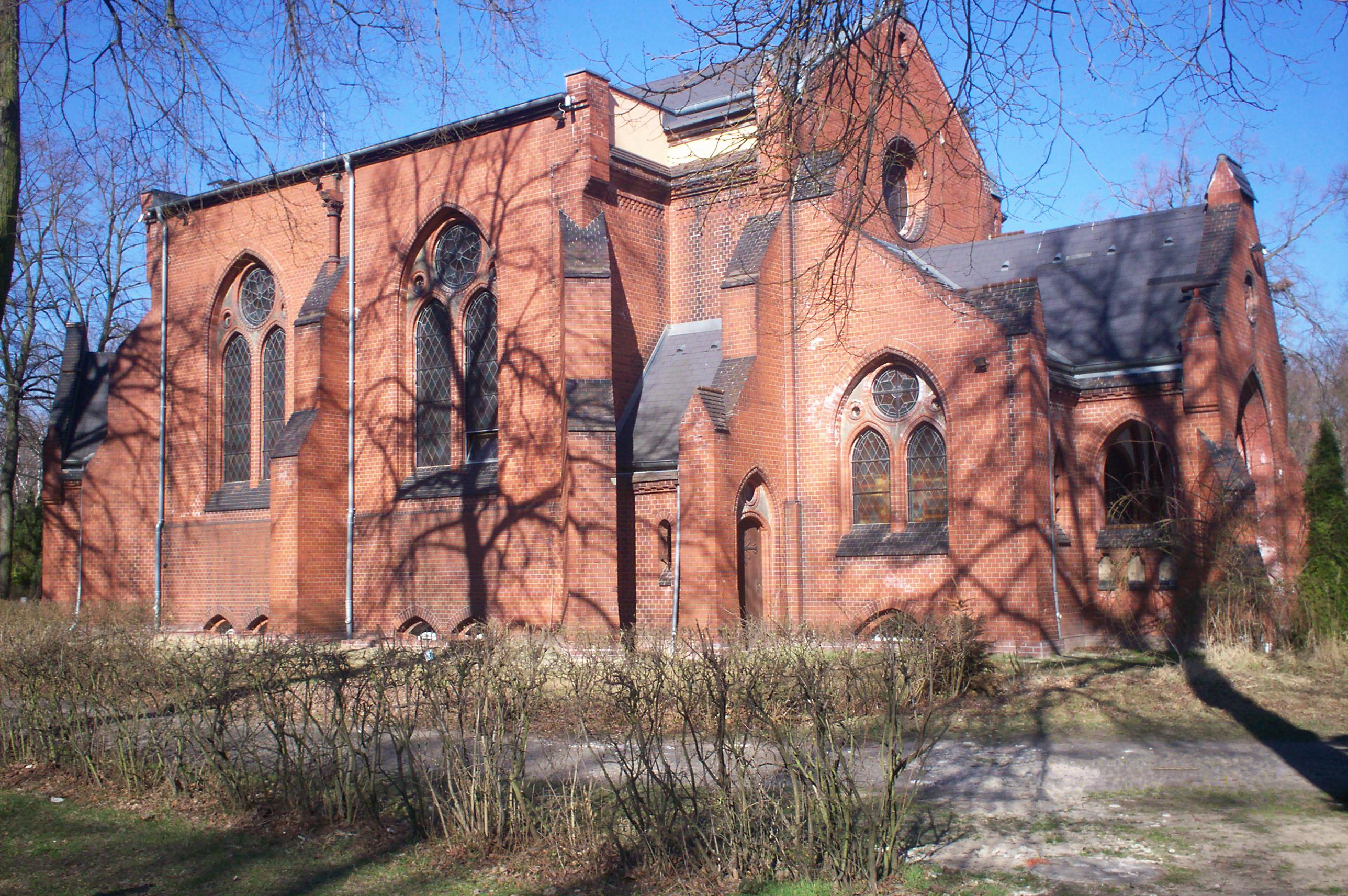
Die St.-Boris-der-Täufer-Kathedrale in Berlin

Gemeinden, Kirchen und Priester gibt es neben Deutschland und Ungarn auch in Frankreich, Spanien, Österreich, der Schweiz, Italien, Portugal, Großbritannien, Belgien, den Niederlanden, Luxemburg, Norwegen, Schweden, Tschechien und Malta.
2010 zählten in Deutschland 6 Gemeinden, ein Metropolit und 5 Priester sowie das Deutsche orthodoxe Dreifaltigkeitskloster zu der Diözese. Aktuell (2018) hat sich die Zahl der Gemeinden in Deutschland auf zehn erhöht, hinzu kommen zwei Gemeinden in Österreich (Wien und Graz) und eine Gemeinde in Zürich in der Schweiz. In Deutschland ist die Zahl der orthodoxen Bulgaren von etwa 60.000 im Jahre 2008 auf etwa 130.000 im Jahre 2017 gestiegen.

## Geschichte

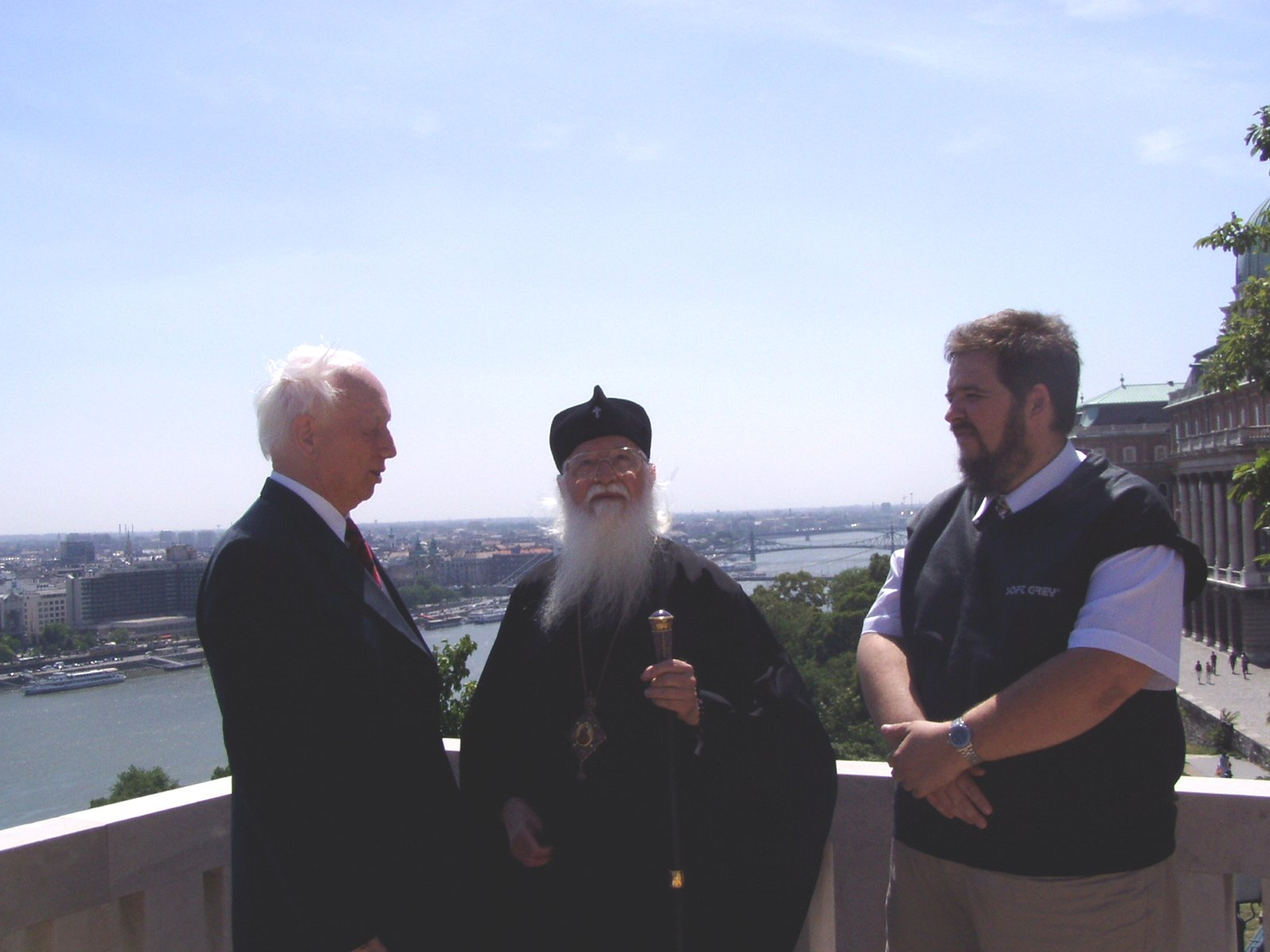
Metropolit Simeon in Budapest (2007)

Politische Situation bis 1990 (NATO blau und Warschauer Pakt rot)

Im Gefolge der seit März 1985 Glasnost genannten Politik einer größeren Transparenz und Offenheit der Staatsführung gegenüber der Bevölkerung konnte am 17. April 1986 Simeon zum Metropoliten der (Auslands-) Diözese von Westeuropa mit damaligen Sitz in der ungarischen Hauptstadt Budapest ernannt werden. Simeon war auf Beschluss der Heiligen Synode bereits seit dem 22. Dezember 1979 als Vikarbischof des bulgarischen Patriarchen Maxim mit einem Lehrstuhl in Budapest für die bulgarisch-orthodoxen Gemeinden in Westeuropa unermüdlich tätig und hatte 1982 auch in Deutschland Gemeinden (in München und Stuttgart) ins Leben gerufen. Zuvor hatte er sich als langjähriger Vikarbischof der Metropolie New York und Administrator der Diözese von Akron für dieses schwierige Auslandsamt in der Zeit des Kalten Krieges empfohlen, welches ihn an die damalige Nahtstelle der verfeindeten Blöcke NATO und Warschauer Pakt führte. Zu seinem Sekretär wurde Tichon (Iwanow) ernannt, der erst 1977 nach Deutschland emigriert war, damals eine medizinische Fachschule besuchte und 1981 an einem Stuttgarter Krankenhaus beschäftigt wurde. Tichon bekleidete das Amt des Sekretärs bis zum Jahr 2000. Von 1973 bis 1975 war er Bibliothekar der Heiligen Synode, bekam aber politische Schwierigkeiten, weil nur sein Vater Bulgare, seine Mutter aber Deutsche war.

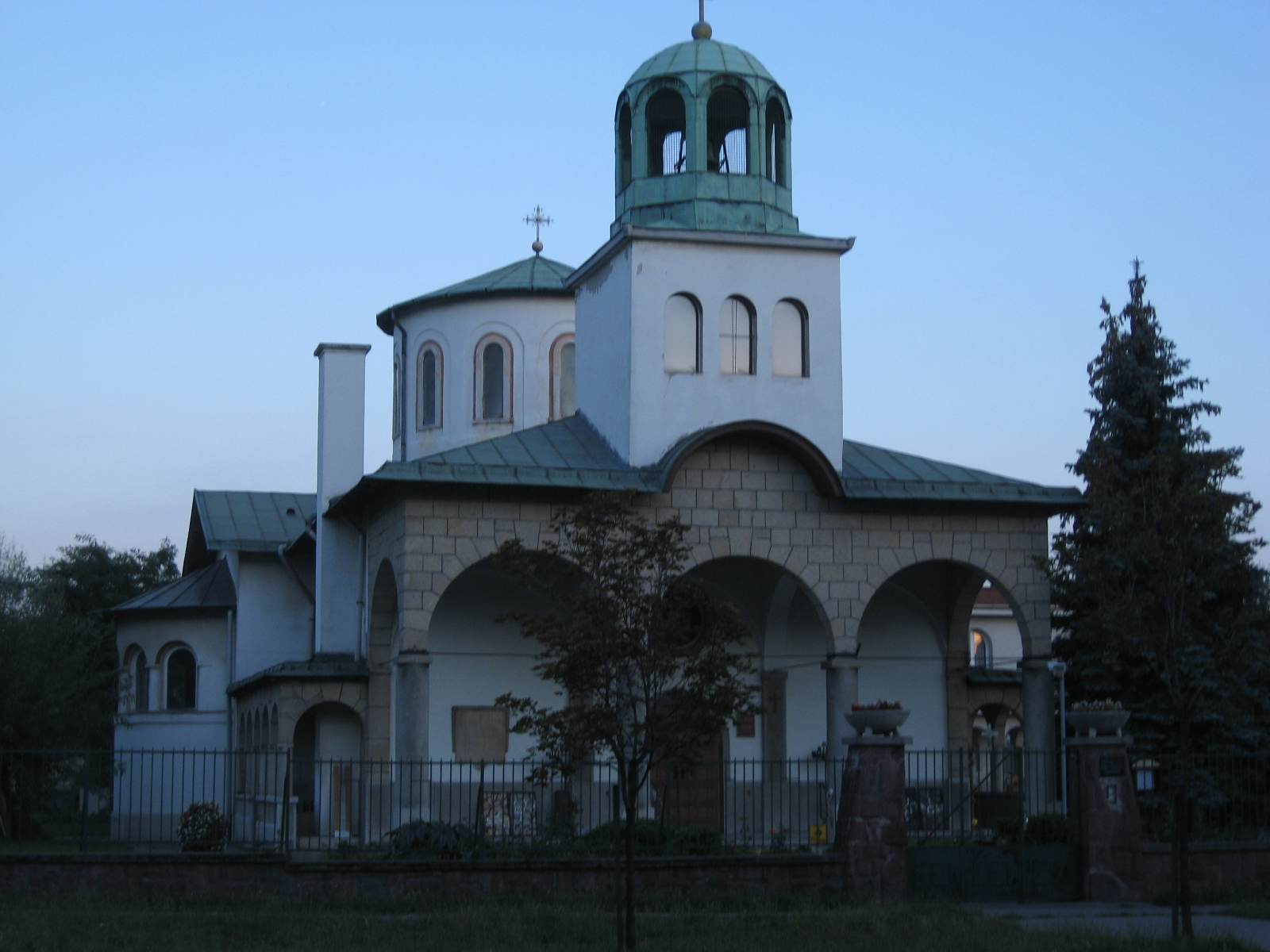
Bulgarisch-orthodoxe Kirche im Budapester Stadtteil Ferencváros

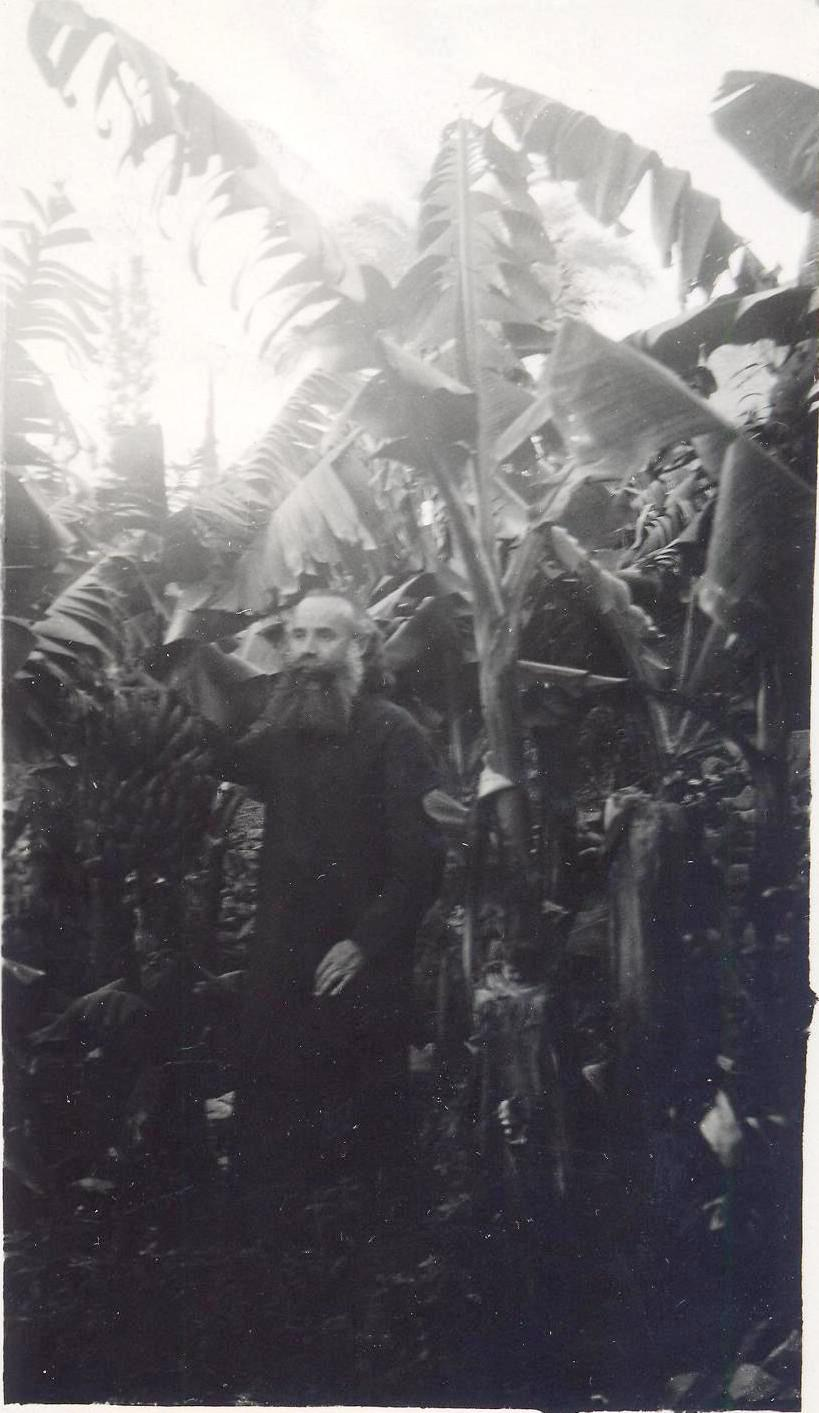
Boris von Newrokop 1936/37

Budapest wurde nicht nur aufgrund der geographischen Nähe zum Mutterland und der damals billigeren Unterbringung und Instandhaltung von Räumlichkeiten in diesem osteuropäischen Land zum ersten Sitz der Diözese gewählt. Die ungarische Hauptstadt konnte auch auf eine lange Tradition innerhalb der bulgarischen Orthodoxie zurückblicken. Budapest war ein bevorzugtes Zentrum bulgarischer Exilanten. Nach einem Impuls im ersten Kriegsjahr 1914 wurden hier bereits 1916 eine bulgarisch-orthodoxe Gemeinde sowie eine bulgarische Schule gegründet, deren Kapelle das erste Gotteshaus wurde. Mitte der 1920er Jahre begann die rasch wachsende bulgarische Minderheit in Budapest mit einer Initiative zum Bau einer Kirche sowie eines neuen, größeren Schulhauses. Der Bau einer Basilika auf einem 3.000 km2 großen Grundstück erfolgte 1930 ausschließlich mit Spendengeldern. Architekt war Aladár Árkay, der sich von der berühmten Alexander-Newski-Kathedrale in Sofia und dem Kloster Batschkowo inspirieren ließ. In den frühen 1930er Jahren wurde Boris Priester, der Sekretär des Heiligen Synods und spätere Metropolit von Newrokop. Ihm folgte Iwan Nedeltschew im Amt, ein Bruder des Metropoliten und nach der Wende Gegenpatriarchen Pimen von Newrokop. Iwan bekleidete dieses Amt durch alle Fährnisse der Zeit bis 1971, auch während des Zweiten Weltkrieges mit der Besetzung durch die Wehrmacht in der Operation Margarethe ab dem 19. März 1944, den amerikanischen und britischen Luftangriffen und den starken Verwüstungen durch die Rote Armee von Ende Dezember 1944 bis Anfang Februar 1945, welche die Stadt bis zur Einnahme belagerte. Auch der Ungarische Volksaufstand im Jahre 1956 fiel in seine Amtsperiode. Iwan folgten die Priester Michail Dimitrow, Jordan Mizow und Iwan Schumow.
Die Wende und friedliche Revolution in der DDR ermöglichte eine Verlegung des Metropolitensitzes nach Berlin, was durch die Heilige Synode am 30. Mai 1994 bestätigt wurde. Hierbei wurde auch die Namensänderung in Bulgarisch-orthodoxe Diözese von West- und Mitteleuropa beschlossen. Budapest blieb zweiter Metropolitansitz. Diese Verlegung war auch historisch begründet. Unmittelbar darauf weihte Simeon am 21. August 1994 auch als ein Zeichen des neuen Schwerpunktes seiner Diözese das deutsch-orthodoxe Dreifaltigkeitskloster in Buchhagen. Dieser Akt war durch die Unterzeichnung des Statutes des Klosters als Germanski Prawoslawen Manastir (Deutsches Orthodoxes Kloster) am 27. März 1994 vorbereitet worden.
Im Frühjahr 2000 ernannte Galaktion (Tabakow), seit dem 27. Februar 2000 Metropolit der Diözese Stara Sagora, Stefan Mamakow zum Priester von Budapest. Noch im gleichen Jahr wurde Tichon (Iwanow) durch Metropolit Simeon am 11. November zum Mönch und am 8. Juli 2001 zum Archimandriten geweiht.
Am 6. Juli 2003 wurde Archimandrit Tichon durch den Patriarchen Maxim und zehn (Erz)Bischöfe zum Titular-Bischof von Tiweriopolski und Vikar der Diözese geweiht.
Am 29. Mai 2005 weihten Metropolit Simeon, Bischofsvikar Tichon, Archimandrit Charalampi (Warna) und weitere Geistliche die Kapelle auf dem Neuköllner Friedhof V der Jerusalems- und Neuen Kirchen-Gemeinde dem Heiligen Zar Boris I. Michael dem Täufer als Kathedrale der west- und mitteleuropäischen Diözese der bulgarischen Orthodoxie. Der Zeremonie wohnten u. a. der damalige Ministerpräsident von Bulgarien, Simeon Sakskoburggotski (vormals Zar Simeon II.), und die bulgarische Botschafterin bei. Kurz darauf zog sich Metropolit Simeon erstmals aus gesundheitlichen Gründen zurück, worauf Metropolit Galaktion am 24. Juni 2005 zum vorläufigen Verwalter der Diözese ernannt wurde. Die eigentliche Verwaltung der Diözese wurde zum größten Teil von Bischof Tichon von Tiweriopolski übernommen.
Am 1. Dezember 2009 beschloss eine Synode unter der Schirmherrschaft des Metropoliten von Plowdiw, Nicholas, Metropolit Simeon wegen seiner langjährigen Abwesenheit aus seiner Diözese abzusetzen, ohne dass dieser sich einverstanden erklärt hatte. Zugleich wurde Bischof Tichon abgesetzt. Die Medien vermuteten pro-katholische Aktionen aus einer zu freundschaftlichen Haltung gegenüber der katholischen Kirche seitens des Bischofs Tichon, welche vom Metropoliten Simeon nicht konsequent genug unterbunden worden waren. Bischof Tichon wurde zum Vorsitzenden der Patriarchalkathedrale von Alexander Newski in Sofia berufen, wo er am 22. Dezember 2009 eintraf, um sein neues Amt anzutreten.
Zum vorläufigen Verwalter der Diözese wurde erneut Metropolit Galaktion von Stara Sagora ernannt, obwohl seit 2007 bekannt war, dass er Mitarbeiter des bulgarischen Geheimdienstes ist.
Am 20. April 2010 wurde ein Brief publiziert, der angeblich von Metropolit Simeon an Bartholomeos I., den Ökumenischen Patriarchen von Konstantinopel, gesandt worden sei. Dieser Brief brachte den angeblichen Wunsch des Metropoliten sowie seiner Gemeinden zum Ausdruck, unter die Zuständigkeit des Ökumenischen Patriarchen zu fallen. Zustimmung zu diesem Brief hätten angeblich drei Archimandriten und 16 Gemeindepriester und -verantwortliche geäußert. Kirchenpolitisch ist der Ökumenische Patriarch von Konstantinopel schon seit Jahrzehnten darum bemüht, die orthodoxen Auslansdiözesen aller autokephalen Kirchen unter seine Herrschaft zu bekommen, um seinen rapide schwindenden Einfluss in seinem Land, der Türkei, zu kompensieren. Metropolit Simeon erklärte, dass der Brief nicht von ihm stamme. Die Unterschriften waren hingegen für einen Brief entstanden, der an den Heiligen Synod gerichtet war und in dem darum gebeten wurde, statt Galaktion von Stara Zagora wieder Simeon zum Metropoliten zu ernennen. Ab dem 8. Juni 2010 konnte Simeon wieder in seine Diözese zurückkehren.
Am 11. Juni 2013 trat er das zweite Mal aus gesundheitlichen Gründen von seinem Amt zurück. Zu seinem Nachfolger wurde am 27. Oktober 2013 Metropolit Antonij geweiht.
Am 11. Mai 2016, dem Gedenktag der Hll. Kyrill und Method von Saloniki, wurde das hundertjährige Jubiläum der bulgarisch-orthodoxen Gemeinde in Budapest im Beisein des Patriarchen Neofit begangen.

## Gemeinden
- Barcelona, Spanien, Gemeinde Geburt der Allerheiligsten Mutter Gottes[16], gegründet 1997 vom Priester Iwan Bonew (1954–2010)[17] und damit die älteste bulgarische orthodoxe Kirche der Iberischen Halbinsel, Priester Awenir Georgijeff[18]; eine von Anfang an multinationale Gemeinde mit hoher Beteiligung von Russen und Katalanen, so dass die Gottesdienste mehrsprachig und auch in der Landessprache Katalanisch durchgeführt werden; zu den Gottesdiensten in einer Hochhauskirche in Barcelona versammeln sich auch viele Gläubige aus der Umgebung, so aus Lloret de Mar, Sabadell, Sant Feliu de Guíxols und Sant Cugat del Vallès

- Berlin, Deutschland, St.-Boris-der-Täufer-Kathedrale[19]; am 3. März 1992 im Gebäude der diplomatischen Vertretung der Republik Bulgarien in Berlin gegründet; erster Kirchenvorstand: Georgi Sergijew, Pawlina Stoilowa, Wassil Penkow, Alexander Lilow, Kiril Jeschkow und Jan Proikow[20]; die gesetzliche Registrierung erfolgte am 11. Oktober 1993; am 19. März 1994, dem Tag des hl. Theodor, ordinierte Metropolit Simeon den Priester Ljubomir Leontinow[21]; bei der Vollversammlung am 1. Juli 1995 wurde ein neuer Kirchenvorstand gewählt[22]; in den ersten drei Jahren waren erhebliche Schwierigkeiten zu überwinden, so konnten nur die wichtigsten christlichen Festtage in gemieteten Räumlichkeiten gefeiert werden, beispielsweise in einer Halle auf dem Gelände der bulgarischen Botschaft oder später auch in der evangelischen St.-Jacobi-Kirche, einer Basilika im frühchristlich byzantinischen Stil in Kreuzberg[23]; erst ab 1998 konnte die Gemeinde eine Kirche in Alt-Schöneberg[24] regelmäßig, aber nicht selbständig nutzen, worauf der Pfarrer Julian Angelow[25] von Bulgarien nach Berlin entsandt wurde; im Jahr 2000 zog die Gemeinde in die Friedhofskapelle des Alten Matthäus-Kirchhofes in Berlin-Schöneberg um[26]; am 9. September 2002 wurde ein Pachtvertrag zur Selbstnutzung der Friedhofskapelle und 350 m2 des Kirchhofs V der Jerusalems- und Neuen Kirche in Neukölln unterzeichnet; nach den nötigsten Reparaturen konnte die Kapelle am 29. Mai 2005 zu einer Kathedrale geweiht werden; die in den Jahren 1899/1900 von Louis Arndt als roter Backsteinbau im gotischen Stil errichtete Friedhofskapelle soll in den kommenden Jahren weiter restauriert werden; der Kirchhof V der Jerusalems- und Neuen Kirche wird vom Evangelischen Friedhofsverband auf Dauer nicht mehr für eigene Friedhofszwecke benötigt[27]; im Sommer 2004 wurde von Borjana Welitschkowa der „Kammerchor der Bulgarisch Orthodoxen Kirche Berlin“ gegründet[28]

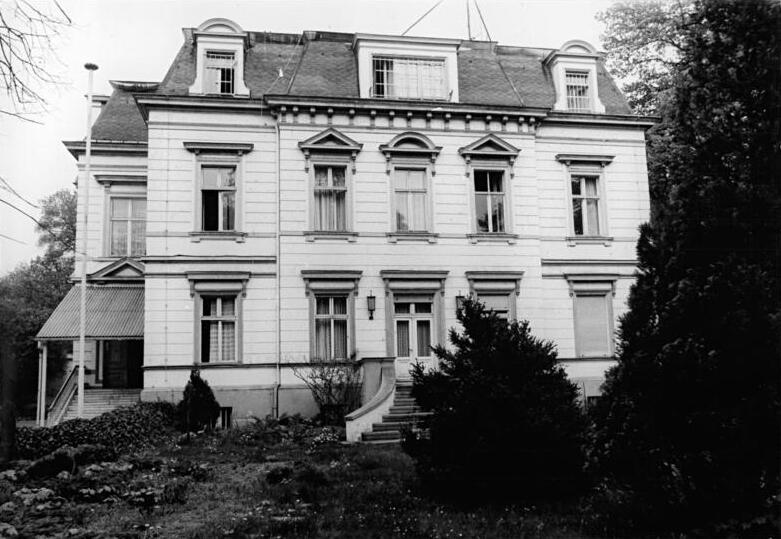
Diplomatische Vertretung der Republik Bulgarien in Berlin
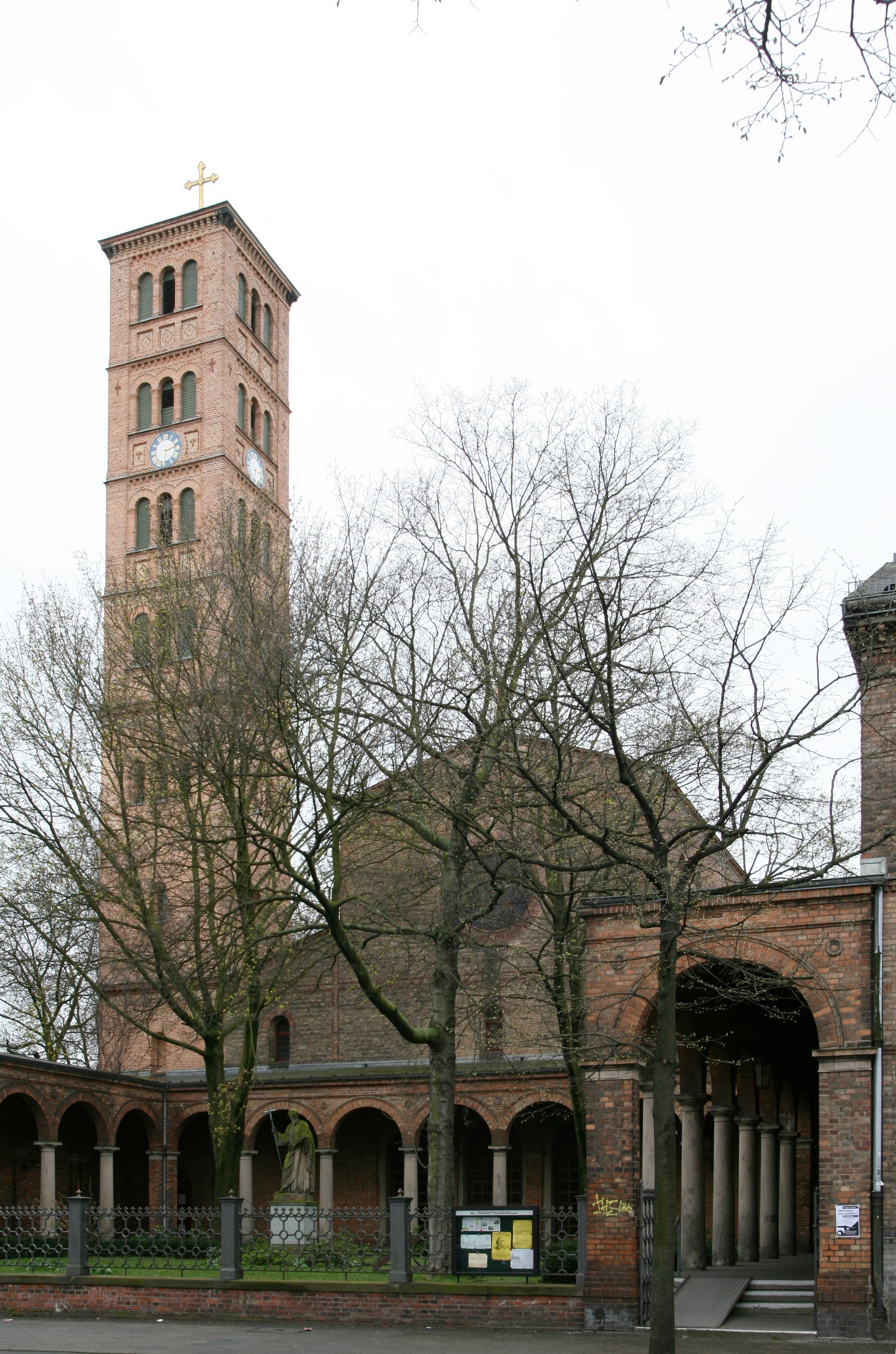
St.-Jacobi-Kirche, eine Basilika im frühchristlich-byzantinischen Stil in Berlin-Kreuzberg
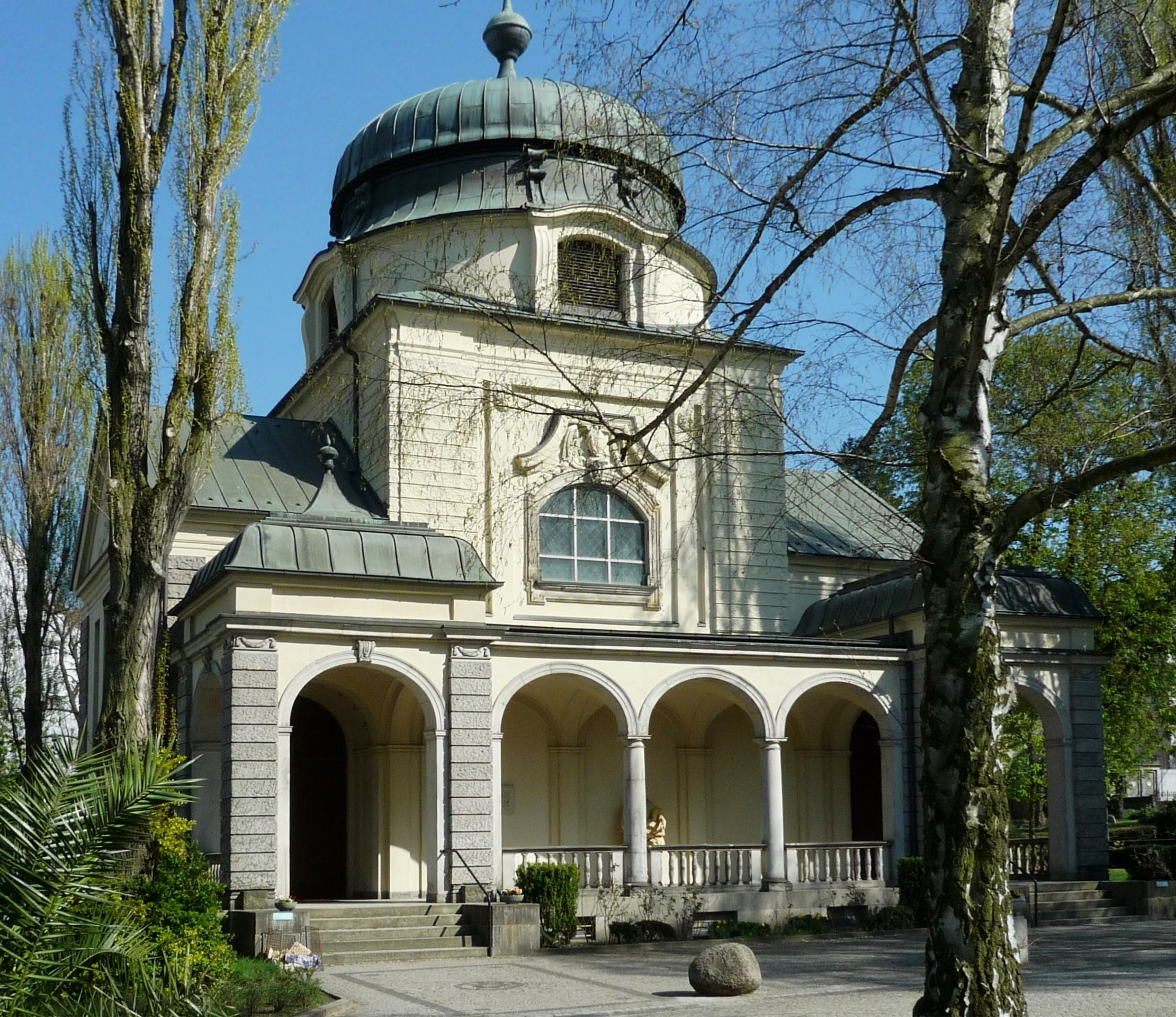
Die Friedhofskapelle des Alten St.-Matthäus-Kirchhofs in Berlin-Schöneberg
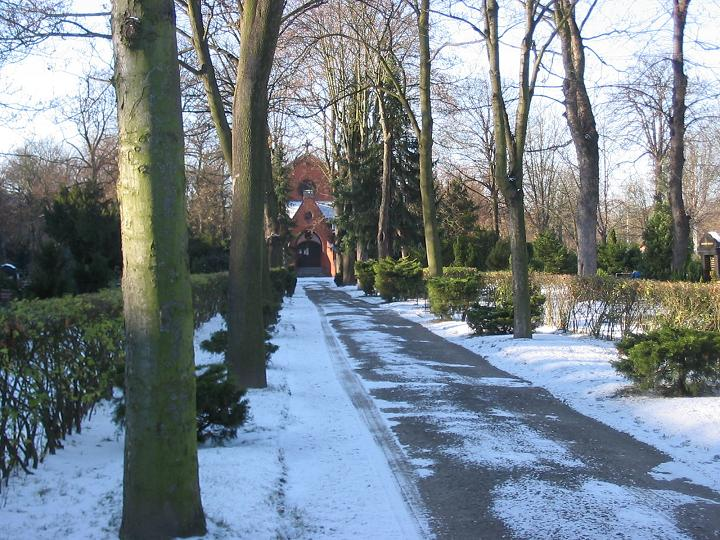
Kirchhof V der Jerusalems- und Neuen Kirche mit bulgarischer Kathedralkirche

- Bonn/Köln/Kevelaer, Deutschland, Gemeinde Geburt der Allheiligen Gottesgebärerin[29], gegründet im Februar 1996, erste bulgarisch-orthodoxe Göttliche Weihnachts-Liturgie am 25. Dezember 1996, Gottesdienste in der Krypta der römisch-katholischen St.-Augustinus-Kirche in Bonn-Bad Godesberg (die Krypta ist zugleich Heimat der Russisch-Orthodoxen Gemeinde Maria Schutz), am 25. Dezember 2005 wurde der damalige Diakon Stefan Gross von Metropolit Simeon zum Priester der Gemeinde geweiht[30]; Teilnahme der Gemeinde an der Helena-Festwoche vom 17.–24. August 2012 in Bonn, als deren Abschluss die Reliquien der Heiligen in das Bonner Münster überführt wurden[31]; die Gemeinde unterhält enge Beziehungen[32] zu dem orthodoxen Kloster in Asten (Niederlande)[33], Liturgien und Taufen finden auch in der orthodoxen Kapelle Kevelaer[34] und in der Athanasiuskapelle[35] im Dom zu Trier statt

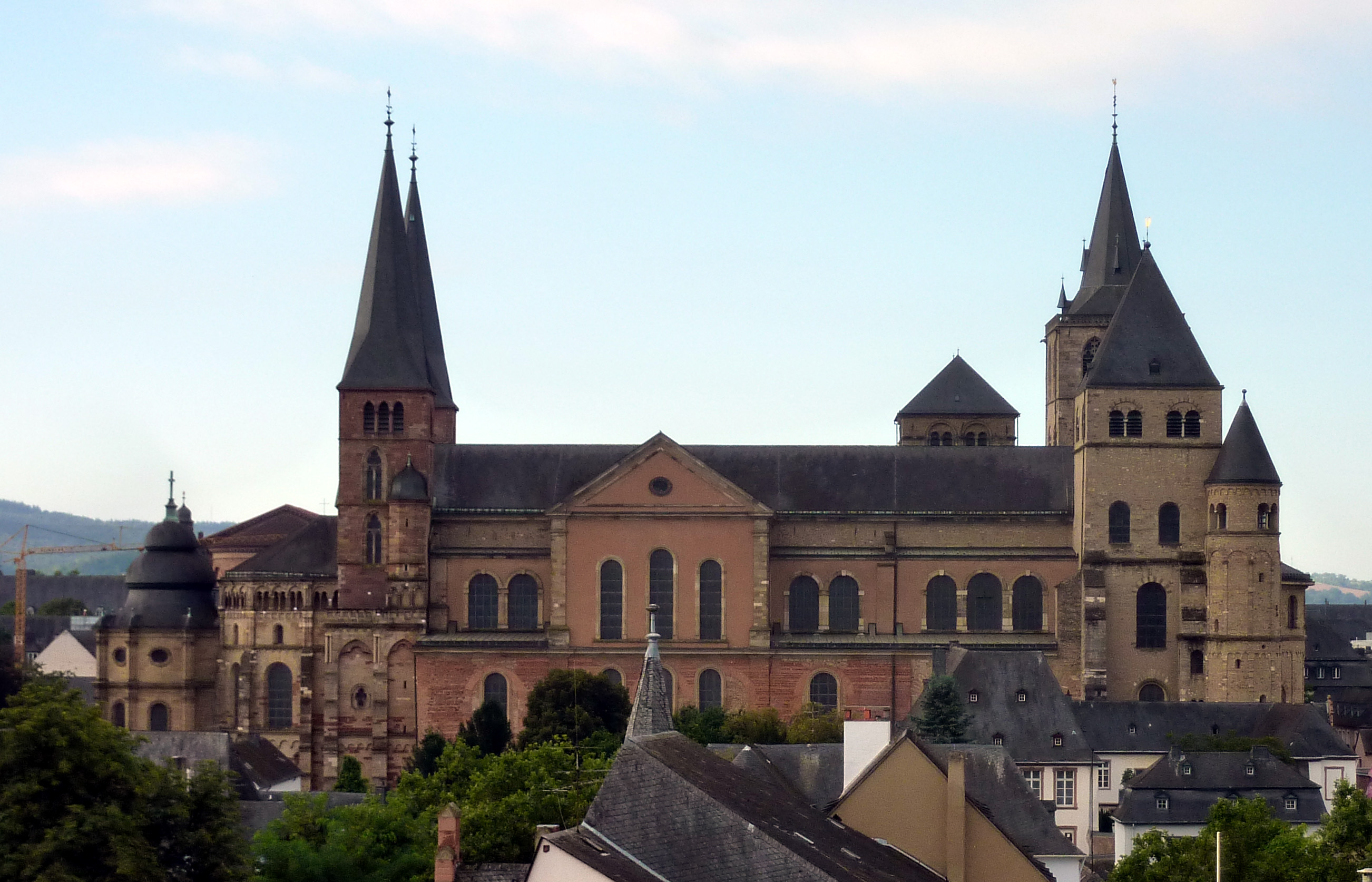
Trierer Dom mit Athanasios-Kapelle

- Bratislava, Slowakei

- Brüssel, Belgien

- Budapest, Ungarn

- Den Haag, Niederlande

- Dénia, Spanien, Gemeinde Die heiligen Kyrill und Method, gegründet am 6. Oktober 2002 für die spanische Region Valencia, Priester Alexander Welikow; die Gemeindearbeit begann im Juli 2002 in einem Raum der katholischen Kirche  San Antonio in Denia mit orthodoxen Katechismusgesprächen für Bulgaren; der erste Gottesdienst fand in der Kapelle Ermita de Les Rotes[36] in Dénia statt; am 6. Januar 2003 wurde in der Stadt Dénia die erste Wasserweihe der Brunnen durchgeführt wie auch die Tradition der jährlichen Segnung des Mittelmeers begonnen; nach kurzer Zeit wurde die Feier der Liturgie in einen Raum der Iglesia de San Antonio (Kirche des hl. Antonius) in Dénia verlegt[37]; zu Pfingsten 2004, dem 30. Mai, wurde Priester Alexander Welikow in der Kirche Hl. Gottesgebärerin Maria[38] in Barcelona von Metropolit Simeon zum Protopriester geweiht; Priester Alexander Welikow war 1988 Absolvent der Geistlichen Akademie Hl. Kliment von Ohrid, spezialisierte sich bis 1990 an der Geistlichen Akademie Sankt Petersburg auf Moraltheologie und arbeitete ab Dezember 1994 als Priester in Sliwen; 2005 erfolgte in Regensburg die offizielle Aufnahme der Gemeinde in die Bulgarisch-orthodoxe Diözese von West- und Mitteleuropa; von 2006 bis 2009 wurde der Gottesdienst außer in Dénia auch in Gandia (Jesuitenkirche), Valencia (Kirche Santa Teresa de Jesús)[39] und in Enguera (Iglesia de San Miguel Arcángel)[40] durchgeführt; hierauf konzentrierte sich das Gottesdienstangebot wieder auf Dénia, wo 2011 die Kapelle La ermita de Santa Lucía fest angemietet werden konnte, ein historisches Gebäude aus dem 15. Jahrhundert, welches zwischen 1708 und 1812 seine heutige Gestalt erhielt[41]; im März 2012 wurde die Gemeinde an ihrem nun neuen und festen Gottesdienstort vom Metropoliten Antonij besucht; der Metropolit unterstützt die Gemeinde, auch in Valencia wieder Gottesdienste anbieten zu können und dort einen festen Raum zu finden

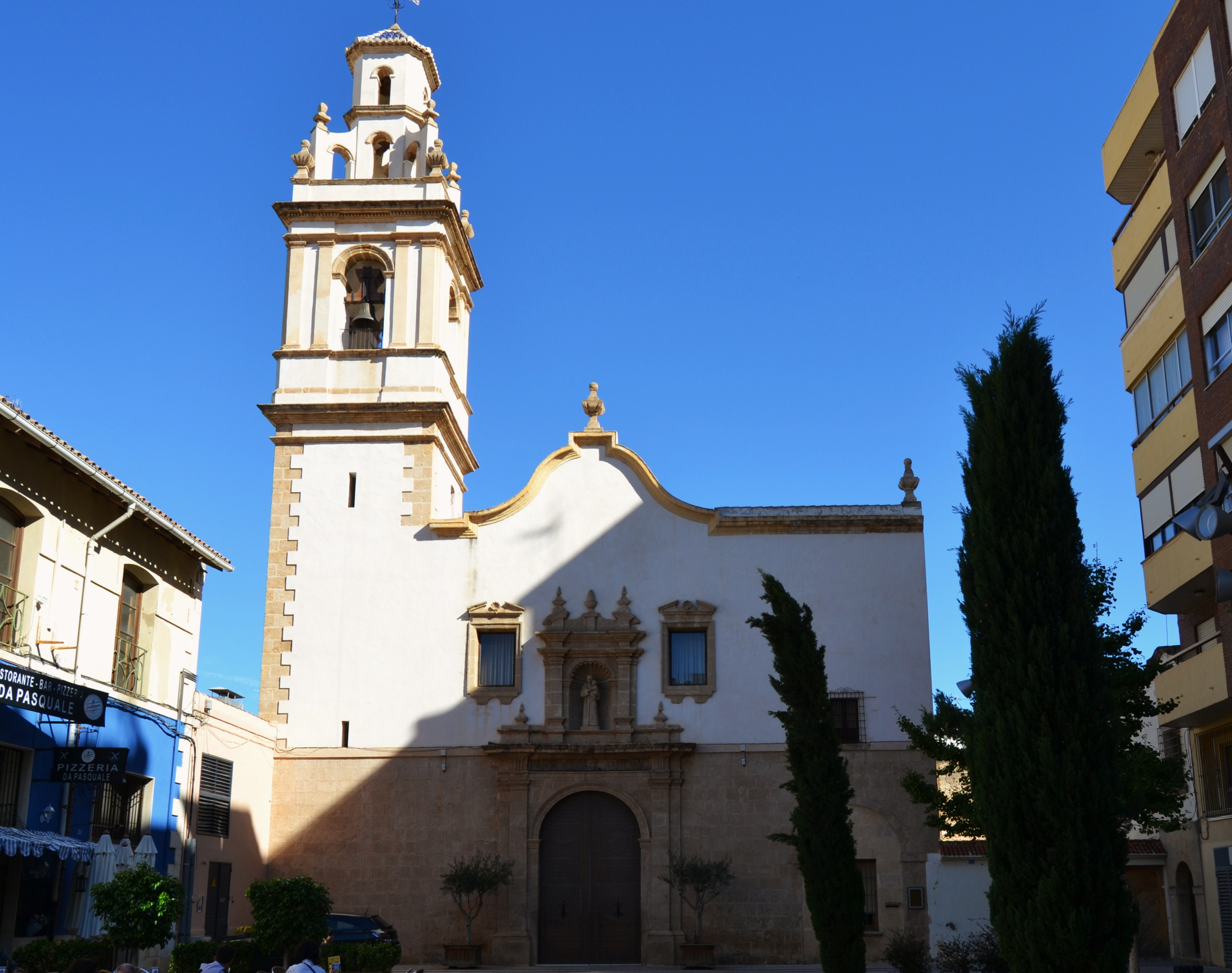
Die Kirche Iglesia de San Antonio in Dénia
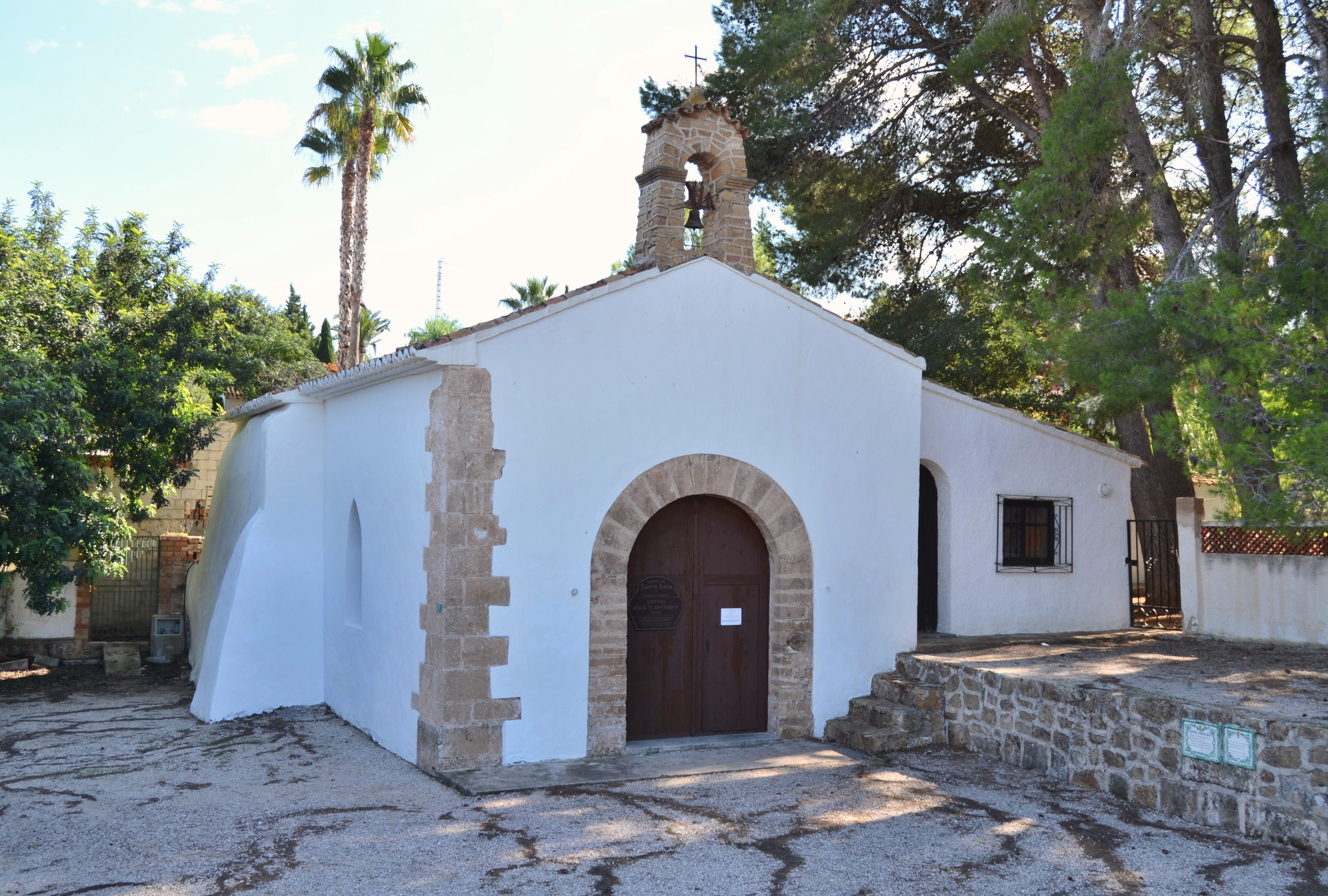
Die Kapelle La ermita de Santa Lucía in Dénia
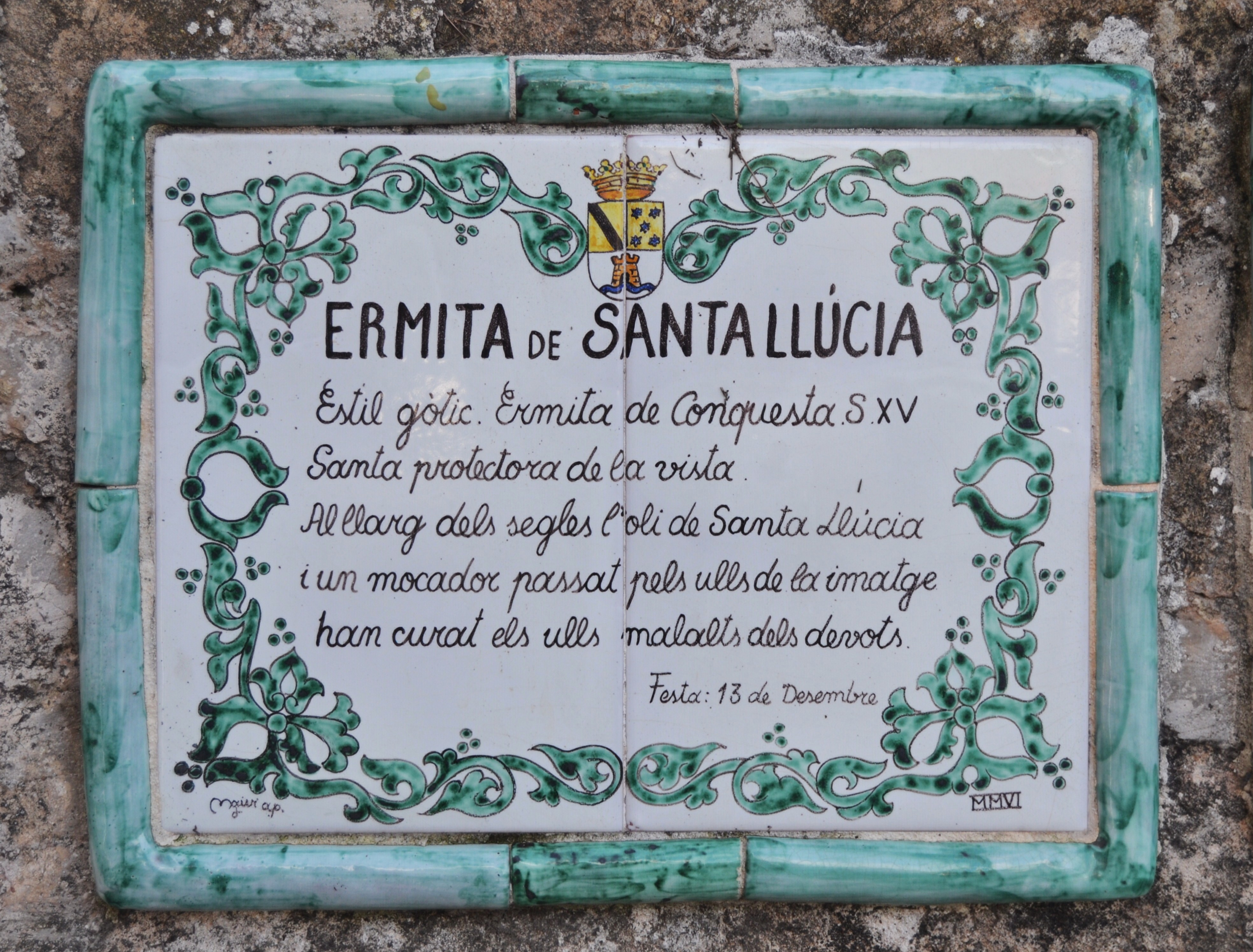
Keramiktafel an der Kapelle La ermita de Santa Lucía
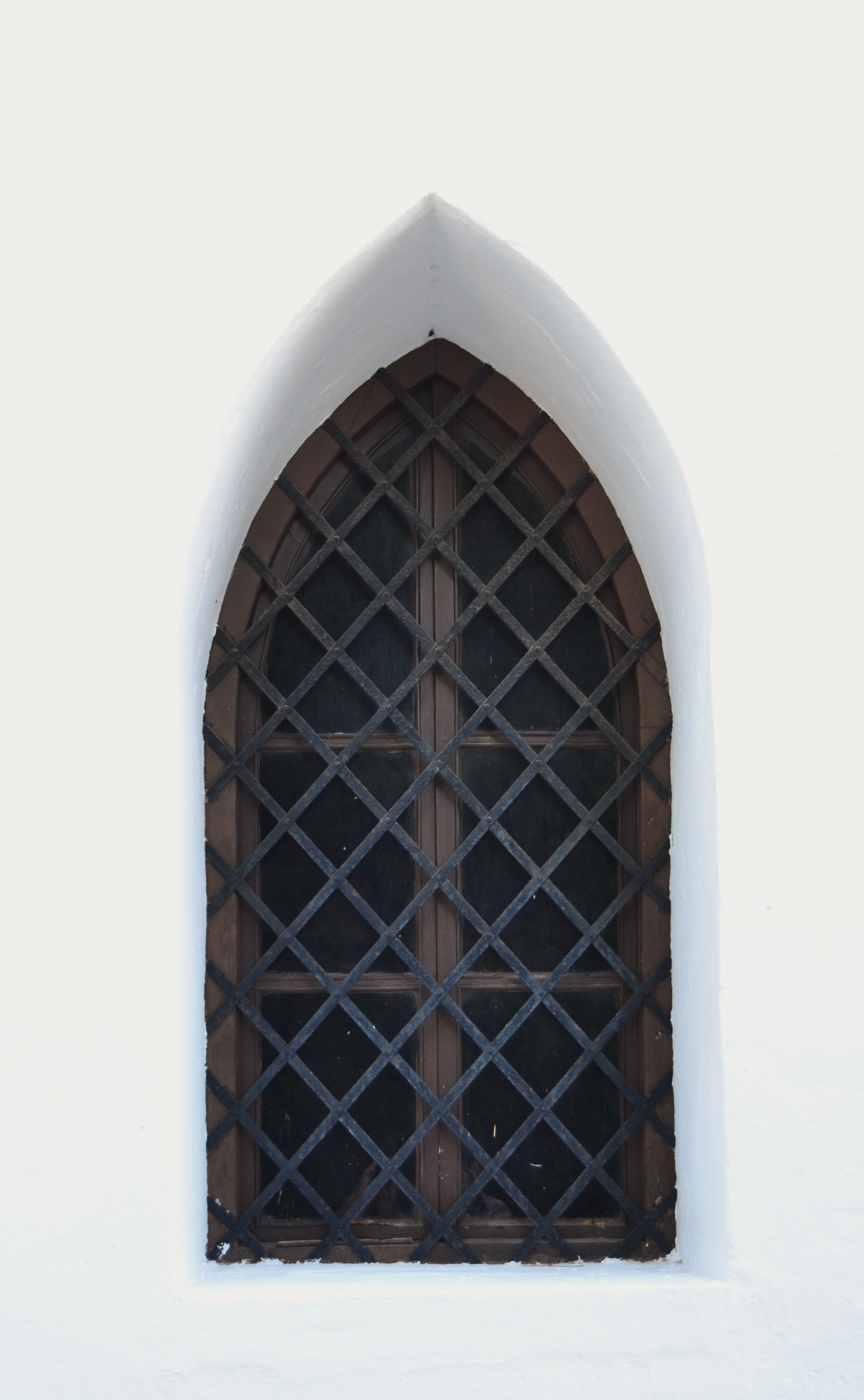
Fenster an der Kapelle La ermita de Santa Lucía

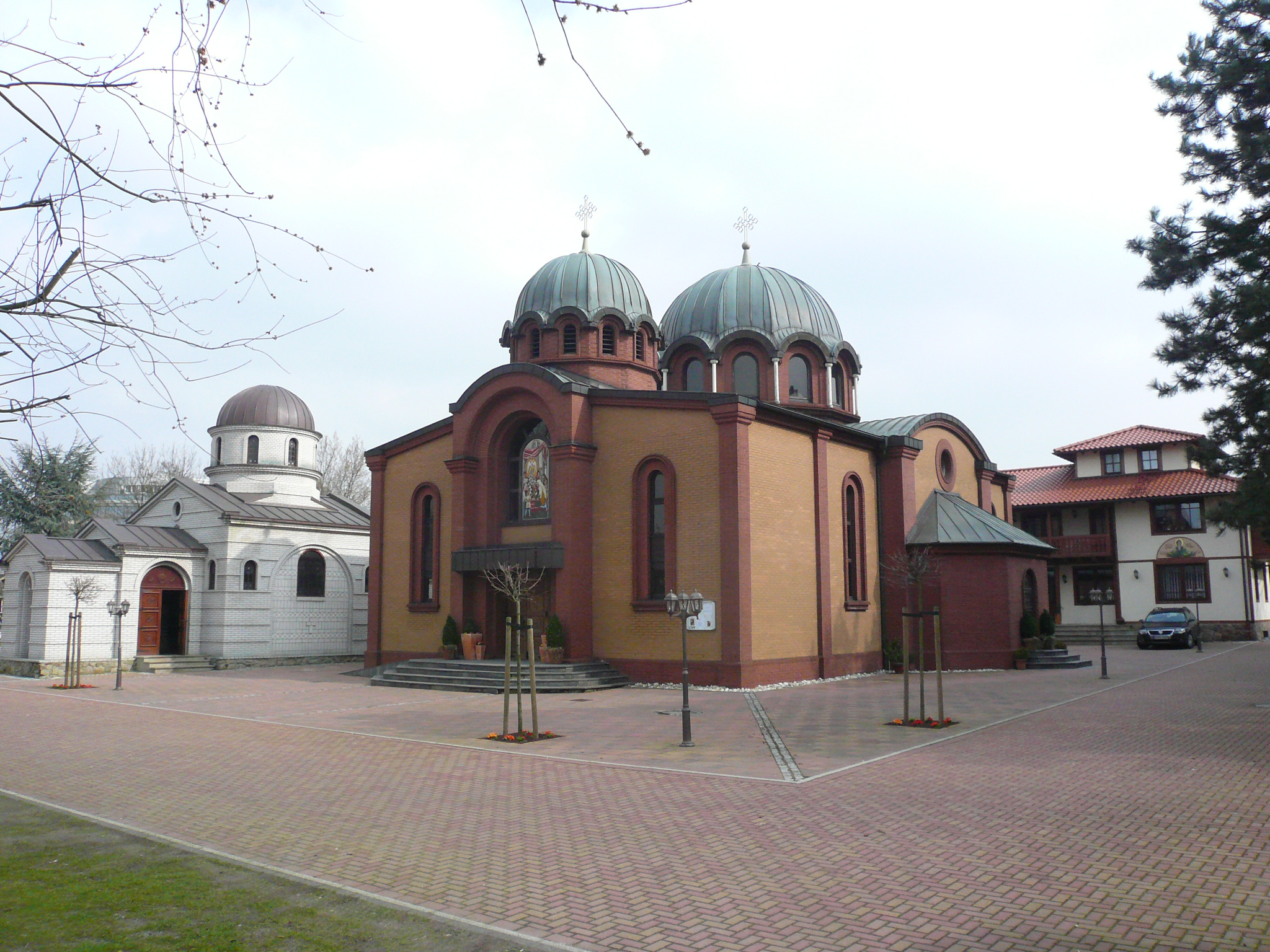
Serbisch-orthodoxe Kirche in Düsseldorf

- Düsseldorf, Deutschland, Gemeinde Hl. Georg der Siegreiche[42]; Pfarrer Anton Turnew[43]; am 22. Oktober 2010 gegründet, erster Kirchenvorstand: Rumen Mikow, Antoaneta Bramtschijska, Dr. Altaparmakow und Plamen Bramtschijski[44]; im Zusammenhang mit der Suche nach einem regelmäßigen Gottesdienstort fanden Treffen mit Vertretern von katholischen und protestantischen Gemeinden statt, doch sind die vorgestellten Mieten und Nebenkosten derzeit für die bulgarische Gemeinde nicht aufzubringen; aus diesem Grund werden mit dem Segen des Metropoliten Antonij in verschiedenen orthodoxen Kirchen in der Region Nordrhein-Westfalen Heilige Liturgien abgehalten, in letzter Zeit vorrangig in den serbisch-orthodoxen Kirchen Hl. Sava in Düsseldorf--Lichtenbroich[45][46] und St. Stephanus in Essen[47], in vergangenen Jahren auch in der (ebenfalls serbisch-orthodoxen) Kapelle Johannes der Vorläufer in Kevelaer[48] sowie in der russisch-orthodoxen Kapelle Das Heilige Grab in Bonn; die Gemeindetätigkeit setzte einige Jahre aus, nachdem die Bedingungen der offiziellen Registrierung nicht aufrechterhalten werden konnten; durch die Entsendung des Priesters Anton Antonew hat sich die Gemeindesituation seit 2014 infolge des regelmäßigen Gottesdienstangebotes stabilisiert, nachdem nun Gottesdienste auch in Düsseldorf vor Ort des Öfteren stattfinden, was in den ersten Jahren nicht erreicht werden konnte[49]

- Edirne, Türkei

- Frankfurt am Main, Deutschland, Gemeinde Heiliger Zar Boris I.[50], gegründet am 2. Juni 2001 auf einer Veranstaltung zu Ehren des bulgarischen Nationaldichters Christo Botew[51] (* 25. Dezember 1847jul. / 6. Januar 1848greg. in Kalofer; † 20. Maijul. / 1. Juni 1876greg. bei Wraza), an dieser Feier nahmen etwa 150 Personen teil, darunter der damalige Botschafter der Republik Bulgarien, Herr Iwan Bonew[52] und die Diplomatin Frau Schekerletowa[53], als Mitglieder des Kirchenvorstandes wurden gewählt: Dr. Mintscho Bankowski[54] (Präsident), Frau Jordanka Besso[55] (Kassiererin), Herr Assen Mjuning[56] (Domakin[57]) und Herr Rascho Kazarow[58] (Sekretär); die Initiative zur Gründung der bulgarisch-orthodoxen Gemeinschaft ging von Frau Lili Schmidt[59], Frau Marijana Pfeiffer[60], Frau Swetoslawa Mjuning[61], Herr Petar Iwanow[62] und Prof. Dr. Spas Rasboinikow[63] aus; Ende 2001 erfolgte die Eintragung der Gemeinde als gemeinnütziger Verein; die Gottesdienste begannen in der römisch-katholischen Kirche Mariä Himmelfahrt[64] in Frankfurt-Griesheim; erster Priester war Vater Miltscho Marinow[65] von der Kirche Hl. Kyrill und Method in Sofia, den Frau Lili Schmidt im Jahr 2000 kennengelernt hatte; nachdem Dr. Mintscho Bankowski 2003 als Vorsitzender zurückgetreten war, wurde auf einer Vereinssitzung im Jahre 2004 Vater Miltscho Marinow als Nachfolger gewählt

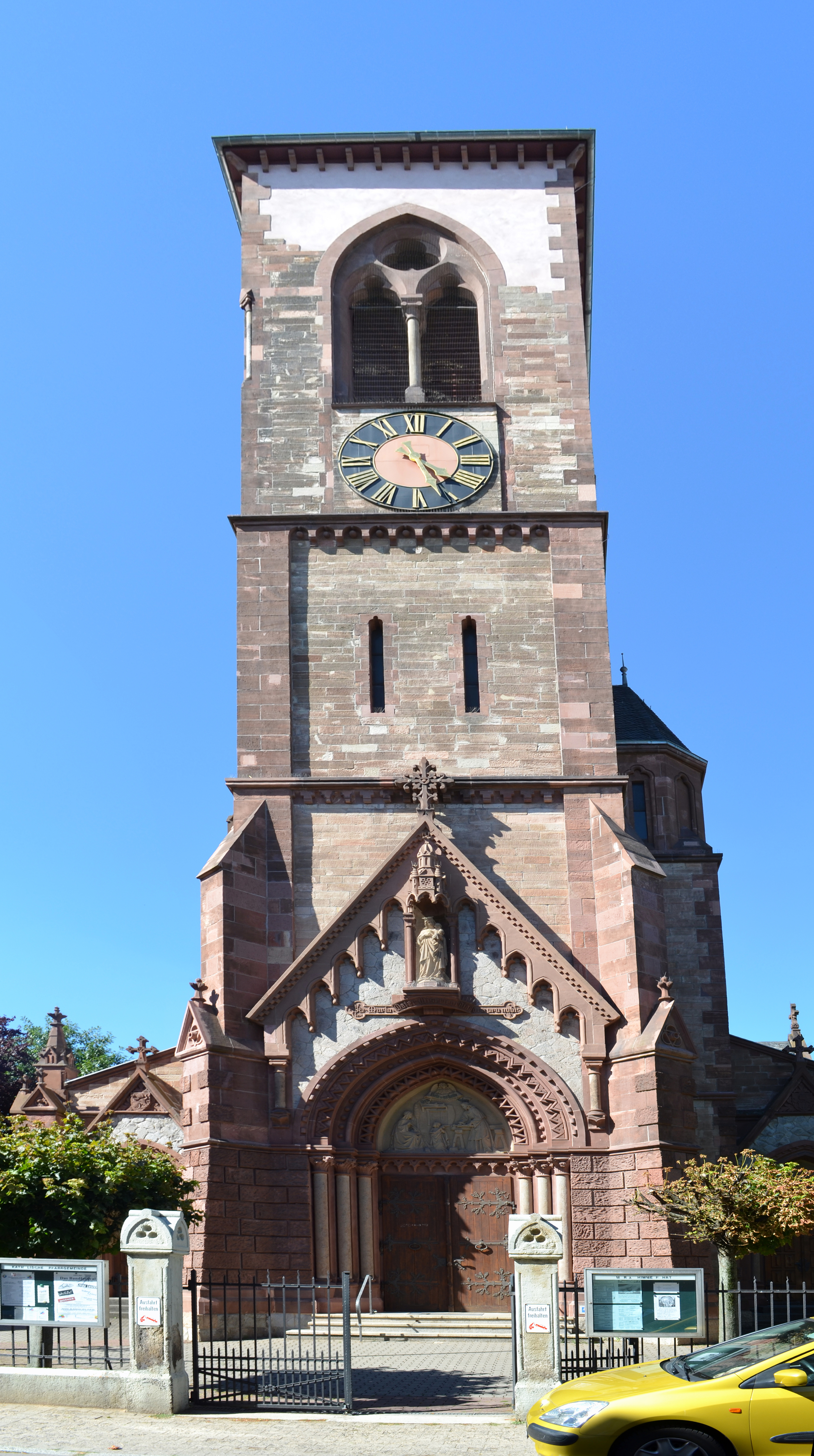
Katholische Maria-Himmelfahrt-Kirche, Frankfurt-Griesheim
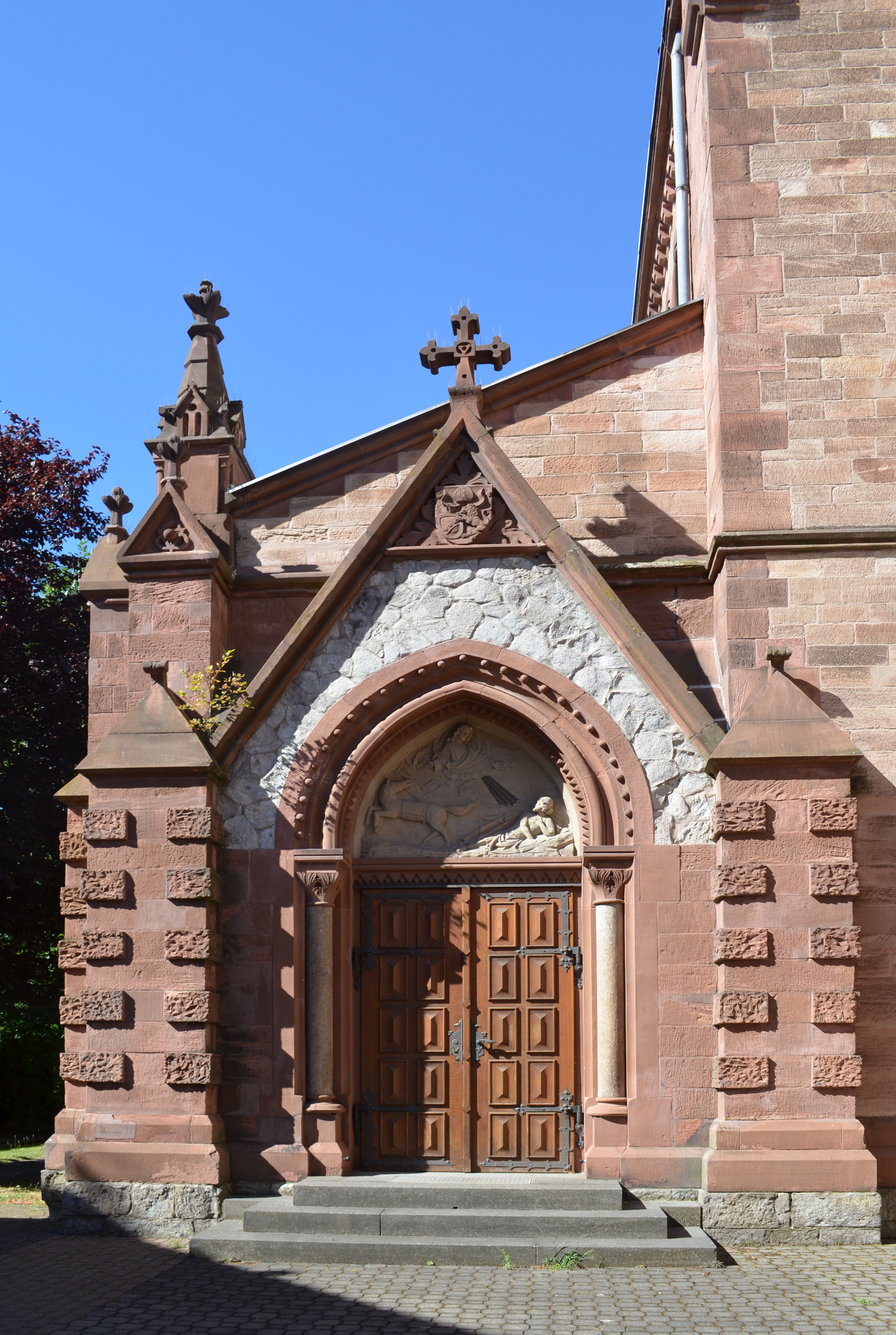
Katholische Maria-Himmelfahrt-Kirche, Seitenportal

- Graz, Österreich, Gemeinde Heiliger Demetrios von Thessaloniki[66]; Liturgie in der Kapelle des Bischöflichen Gymnasiums Graz-Geidorf[67]; Priester: Tentscho Wesselinow[68][69]

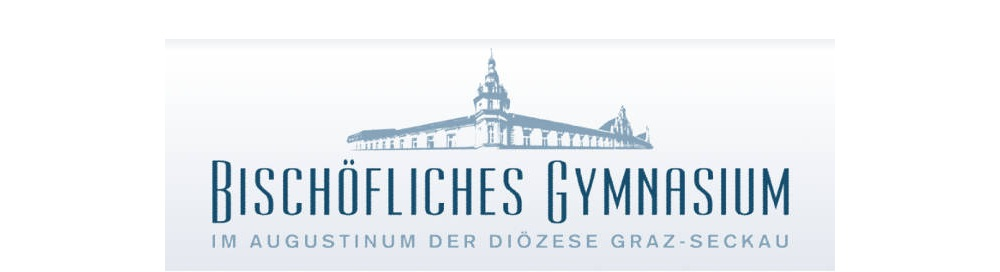
Bischöfliches Gymnasium Graz

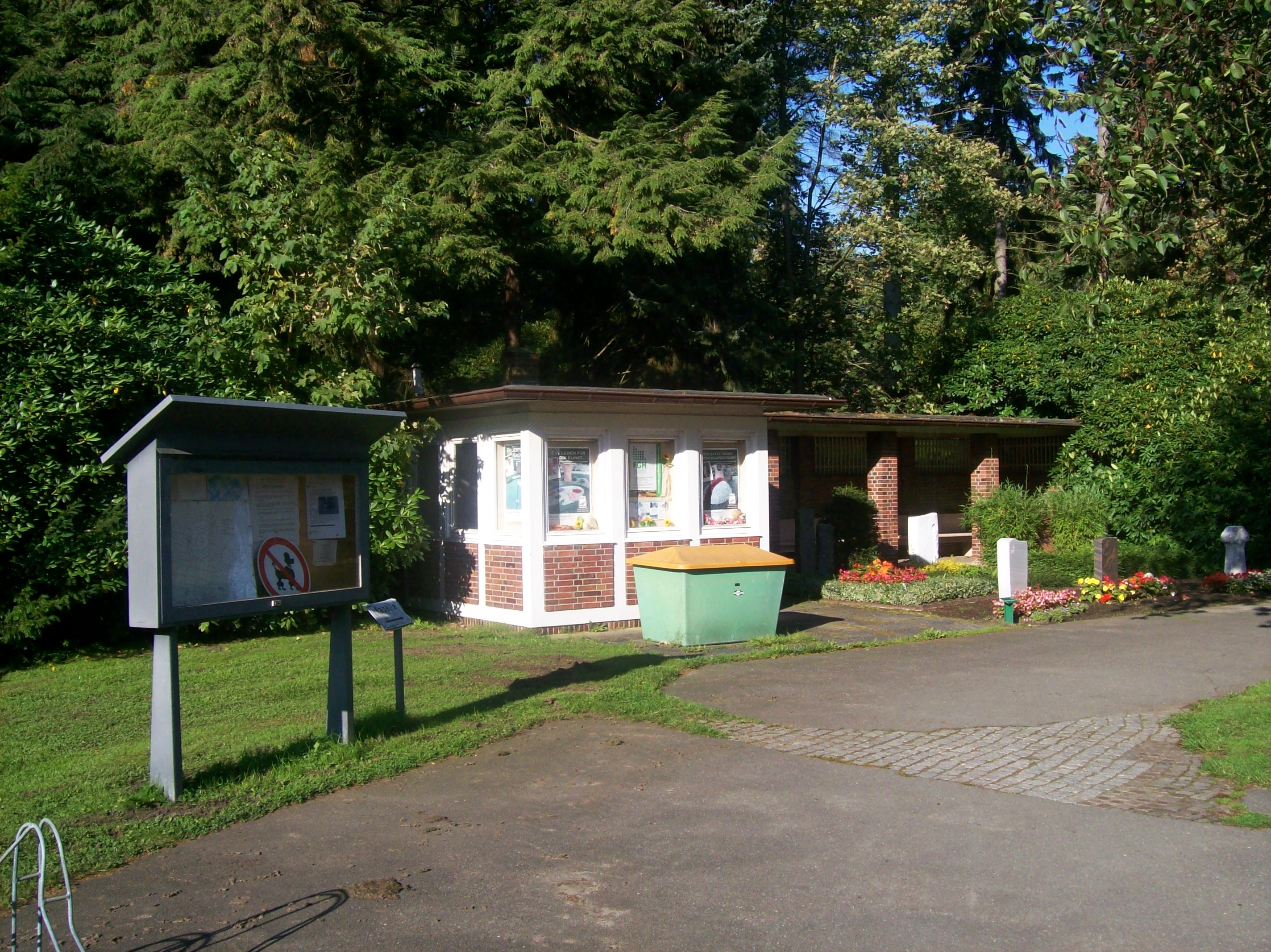
Friedhof Hamburg-Bahrenfeld – Schaukasten und Weg zur Kapelle

- Hamburg, Deutschland, Gemeinde Die heiligen Kyrill und Method, gegründet am 26. Januar 2007[70]; in den ersten Jahren mit dem Segen von Herrn Petters vom Kirchenkreis Alt-Hamburg in der 2004 geschlossenen lutherischen Bugenhagenkirche in Barmbek-Süd; nach einer Kündigung dort seit Mitte Dezember 2014[71] in der Diebsteich-Kapelle[72] der Evangelischen Friedhöfe Altona[73], ein für alle weiteren Konfessionen offener evangelischer, 1868 angelegter Parkfriedhof in Bahrenfeld,[74] seit 2019 in der Osterkirche in Hamburg-Eilbek[75]; Priester war zunächst Julian Angelov, aktuell (2018) ist es Krastin Apostolov[76]; ein Chor unter dem rumänischen Theologen und Chorleiter Radu Gabriel Pustiu besteht seit 2013.[77]

- Istanbul, Türkei, Sankt Stefan

- Leipzig (Deutschland), Gemeinde Sieben Heilige, mit einem ersten Gottesdienst am 14. November 2020 startete der Versuch, eine bulgarisch-orthodoxe Gemeinde gleichen Namens, welche zuvor schon in Leipzig existiert hatte, wiederzubeleben. Die Gemeinde wird von Berlin aus pastoral versorgt (Vater Julian Angelow) und trifft sich in der neuen Kirche der rumänisch-orthodoxen Gemeinde (Russenstraße). Ein weiterer Gottesdienst ist am 19. Dezember 2020 geplant.[78]

- Lissabon, Portugal, Gemeinde Hl. Iwan Rilski der Wundertäter[79]; gegründet am 25. Dezember 2001, Anlass war der Umzug und Wiederaufbau der Kapelle aus dem Hause der am 26. Februar 2000 in ihrem Exil[80] im portugiesischen Estoril[81] verstorbenen bulgarischen Zariza Joanna[82] in die bulgarische Botschaft in Lissabon; dieser Umzug der königlichen Kapelle wurde von einem Freund der Königsfamilie initiiert, dem Architekten Nikolai Fikov, der auch langjähriger Vorsitzender des Kuratoriums der Kirche war; nach häufig wechselnden Pfarrern wurde im Dezember 2003 der Priester Goze Christow[83] vom Heiligen Synod zum Gemeindepfarrer ernannt; durch die nun folgende Regelmäßigkeit der Gottesdienste wuchs die Gemeinde auch um Gläubige der russischen, ukrainischen und moldawischen Kirche, weswegen die Gottesdienste in der Bulgarischen Botschaft problematisch und im September 2006 eingestellt wurden; nach einem mehrmonatigen Gastaufenthalt in der russischen Kirche von Lissabon[84][85] zog die Gemeinde in die römisch-katholische Kirche Nossa Senhora da Lapa um; im November 2007 wurde die Gemeinde nach dem Religionsgesetz in Portugal registriert und erhielt durch die Bemühungen des Kirchenvorstandes, des damaligen bulgarischen Botschafters in Lissabon, Herrn Ivan Petrov, im Februar 2012 eine römisch-katholische Kirche in Linda-a-Velha im Großraum Lissabon zur freien und kostenlosen Nutzung[86]; bereits zum Pfingstfest 2012 wurde diese Kirche nach einem Umbau gemäß den orthodoxen Traditionen von Bischof Antonij in Anwesenheit des damaligen Premierministers Bojko Borissow geweiht[87]; ein weiterer Besuch des Metropoliten fand vom 20. bis 22. Oktober 2017 statt; die Gemeinde ist multinational und unterhält eine mehrsprachige Bibliothek, der Kirchenchor besteht aus professionellen Musikern und Theologen[88]

- London, Vereinigtes Königreich, Gemeinde Hl. Iwan Rilski[89], gegründet am 1. März 1981, erster vom Heiligen Synod entsandter Priester war ab dem 3. März 1982 Tosko Kasakin[90], ab 1986 amtierte der Metropolit Natanail von Newrokopski[91], ab dem 15. Oktober 1988 dann Vater Simeon Ilijew[92]

- Lyon, Frankreich

- Madrid, Spanien

- Mailand, Italien

- Mannheim, Deutschland, Gemeinde Hl. Petka Turnowska[93], Gottesdienste in der kath. Maria-Hilf-Kirche Mannheim-Almenhof, am 12. Dezember 2009 mit dem Segen des Metropoliten Simeon in Anwesenheit von Bischof Tichon von Tiberias gegründet, 2010 als gemeinnütziger Verein eingetragen, Priester waren im Laufe der Jahre Nedjalko Kalinow[94] und Miltscho Marinow[95]; von Anbeginn an bestand der Kirchenchor unter der Leitung von Maestro Dobrin Panaiotow[96]; nach der Einführung seiner Eminenz, des west- und mitteleuropäischen Metropoliten Antonius, wurden viele organisatorische und finanzielle Probleme gelöst, darunter die Ernennung eines neuen Pfarrers und die Bereitstellung von Mitteln für den Kauf von Büchern für die Kirchenbücherei; am 14. Oktober 2017 wurde Vasil Betschewski[97] von Seiner Eminenz Metropolit Antonij zum Priester für die Gemeinde geweiht

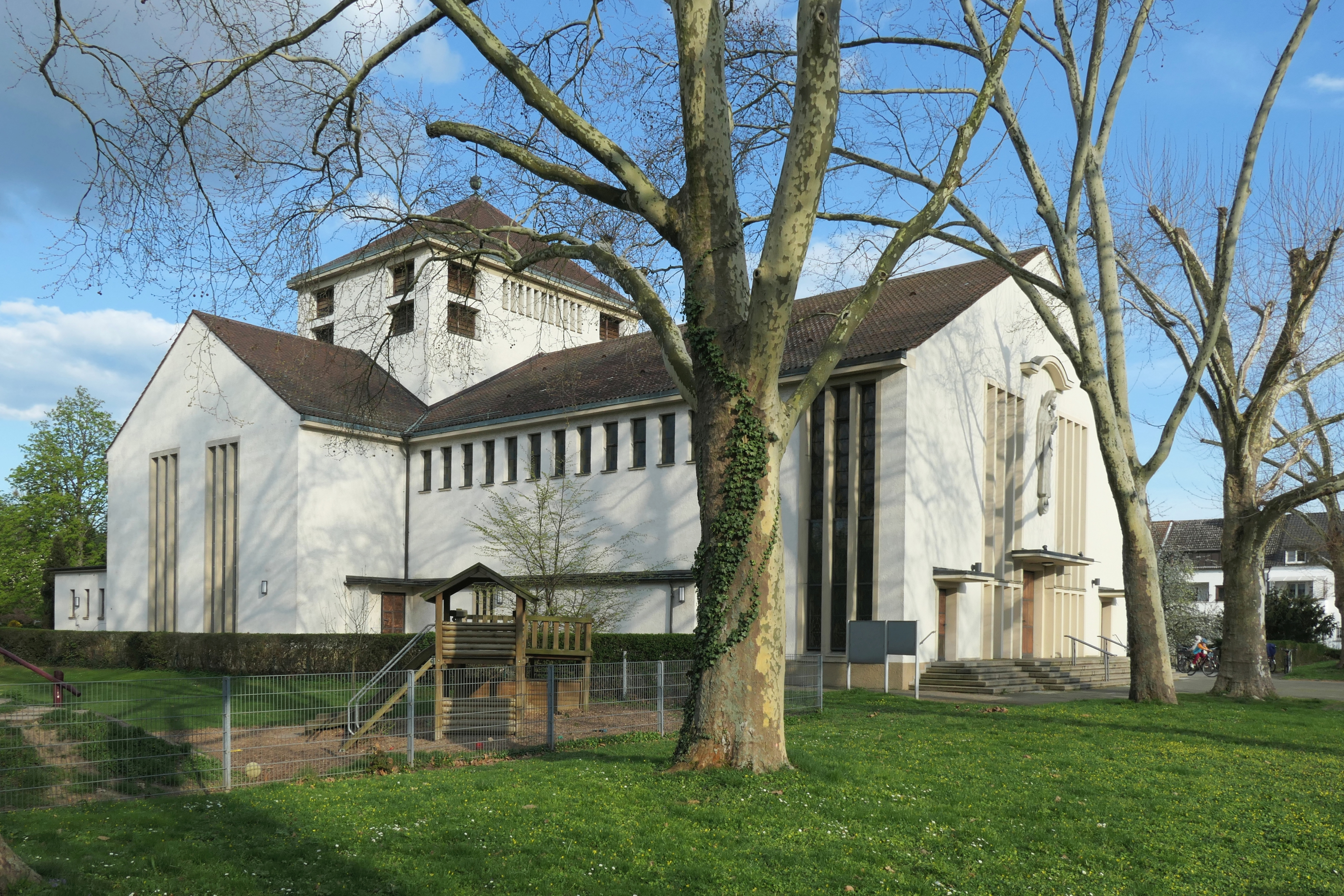
Maria-Hilf-Kirche, Mannheim-Almenhof
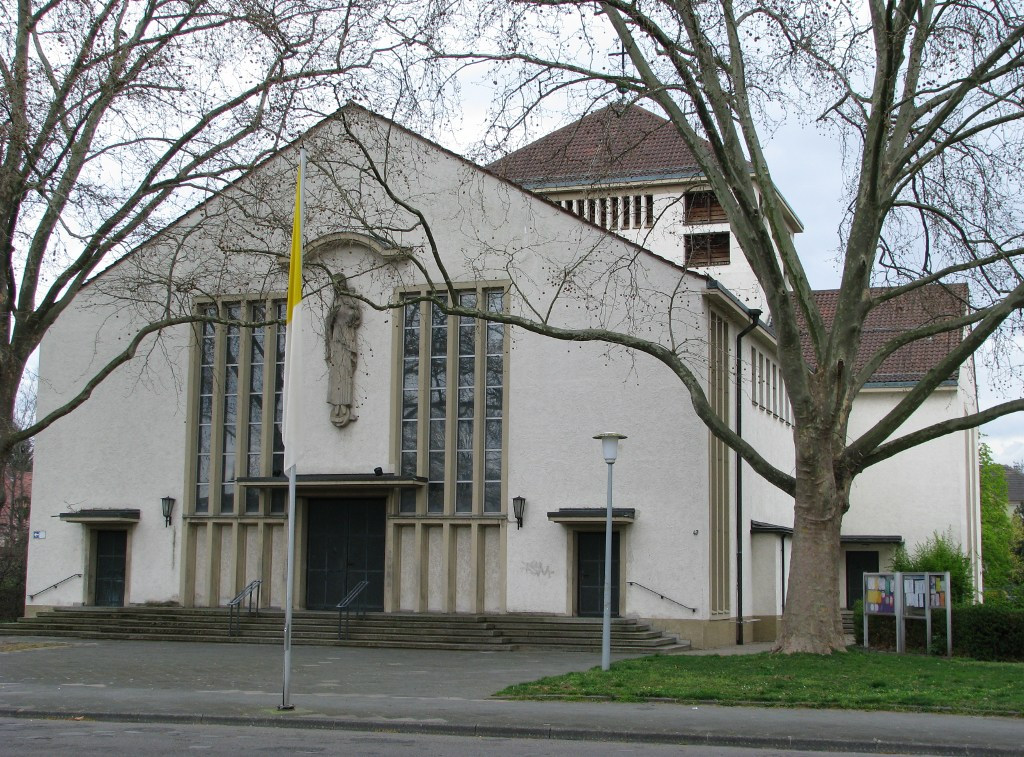
Maria-Hilf-Kirche
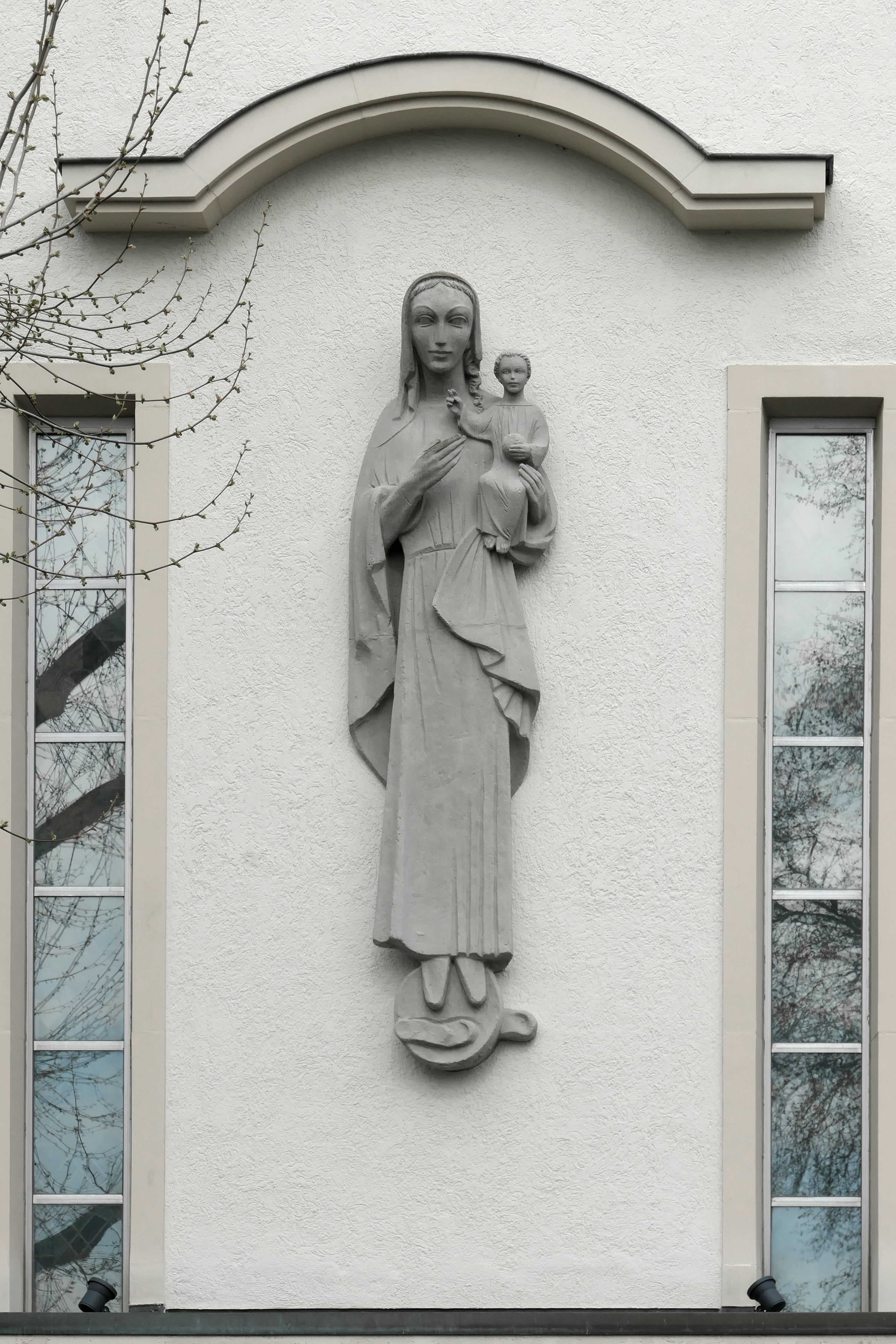
Maria-Hilf-Kirche, Maria-Hilf-Statue
Maria-Hilf-Kirche, Innenansicht

- München, Deutschland, Gemeinde Hl. Klimint von Ochrid, gegründet am 8. Juni 1982, (Nutzung des Rückgebäudes der Alten Pfarrkirche St. Johann Baptist); 1979 Gründung einer bulgarisch-orthodoxen Kapelle im Schloss Pullach in Kolbermoor durch Theophanu von Sachsen, Ehefrau von Hermann Prinz von Sachsen[98]; erster Priester: Slawtscho Iwanow Slawow[99]; erster Kirchenvorstand: Iwan Iwanow, Georgi Dinew, Emil Bojadschijew und Bontscho Gotschew, verantwortlich für die pädagogische Tätigkeit – Christo Iwanow[100]; erste öffentliche Liturgie (nach Gottesdiensten im Wohnzimmer des Priesters mit bis zu 25 Teilnehmern): die Geburt Christi am 25. Dezember 1982 in der serbisch-orthodoxen Kirche in München; am 1. Dezember 1986 begann der Priester Petr Tomow Angelow[101] seinen Dienst; einige Zeit fanden die Gottesdienste in einem kleinen evangelischen Saal statt, bis sie infolge des Gemeindewachstums in die neu errichtete Kapelle Hl. Kliment von Ohrid in der katholischen Kirche St. Johann Baptist nach Haidhausen verlegt wurden[102][103][104]

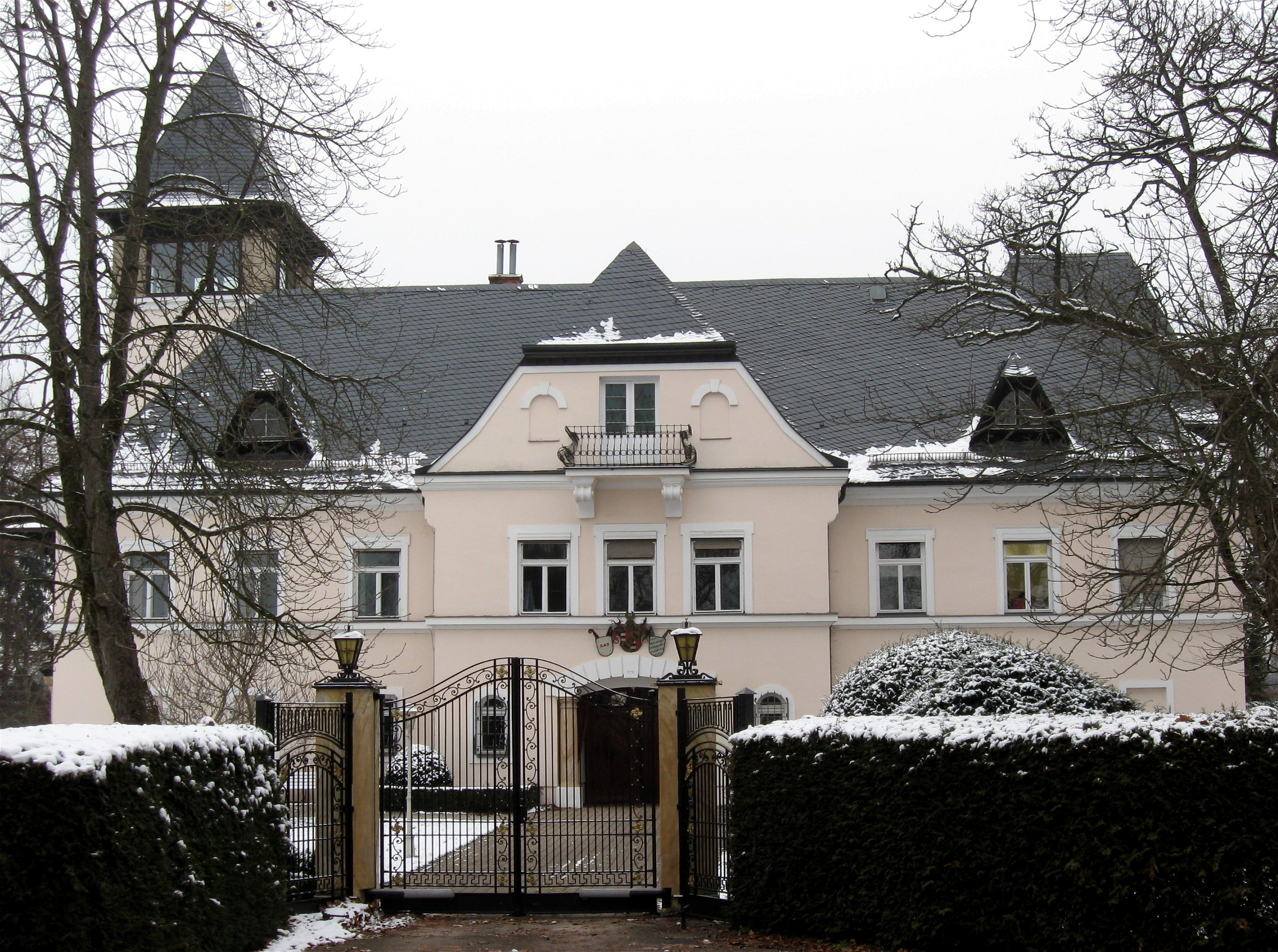
Schloss Pullach in Kolbermoor, bulgarisch-orthodoxe Kapelle von 1979 bis 1997
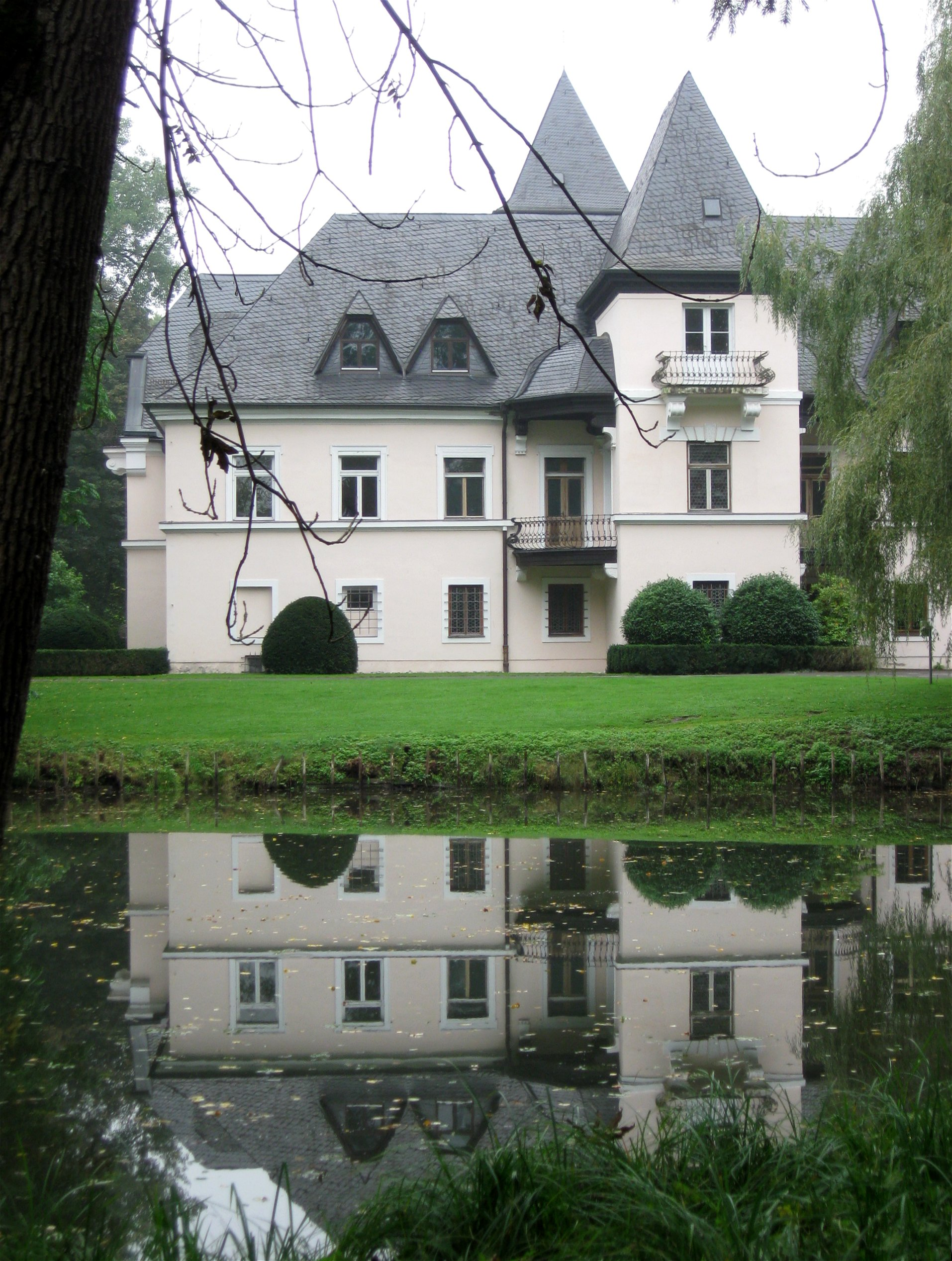
Schloss Pullach in Kolbermoor, bulgarisch-orthodoxe Kapelle von 1979 bis 1997
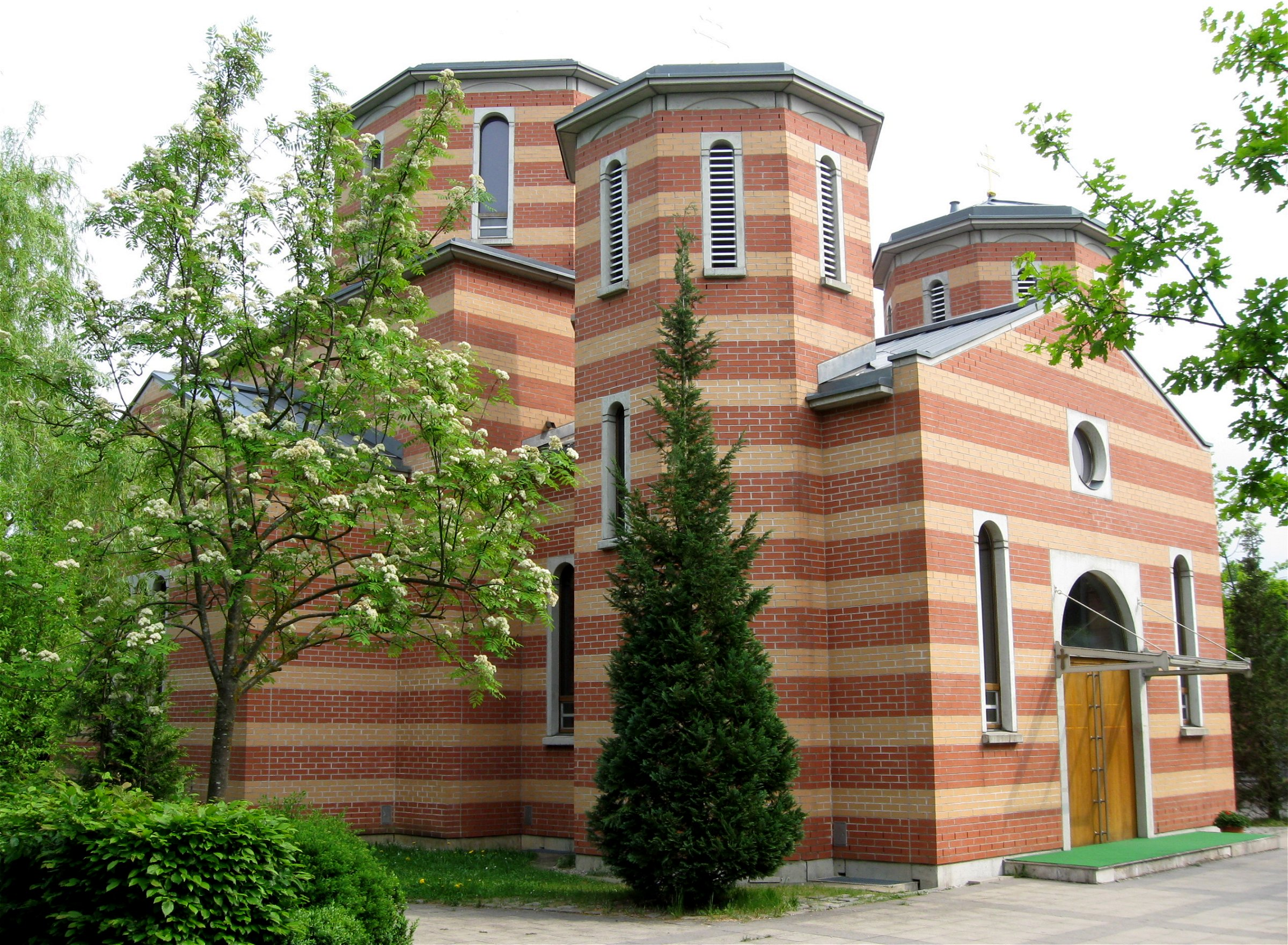
Serbisch-Orthodoxe Kirche Hl. Märtyrerkönig Jowan Wladimir in München-Perlach
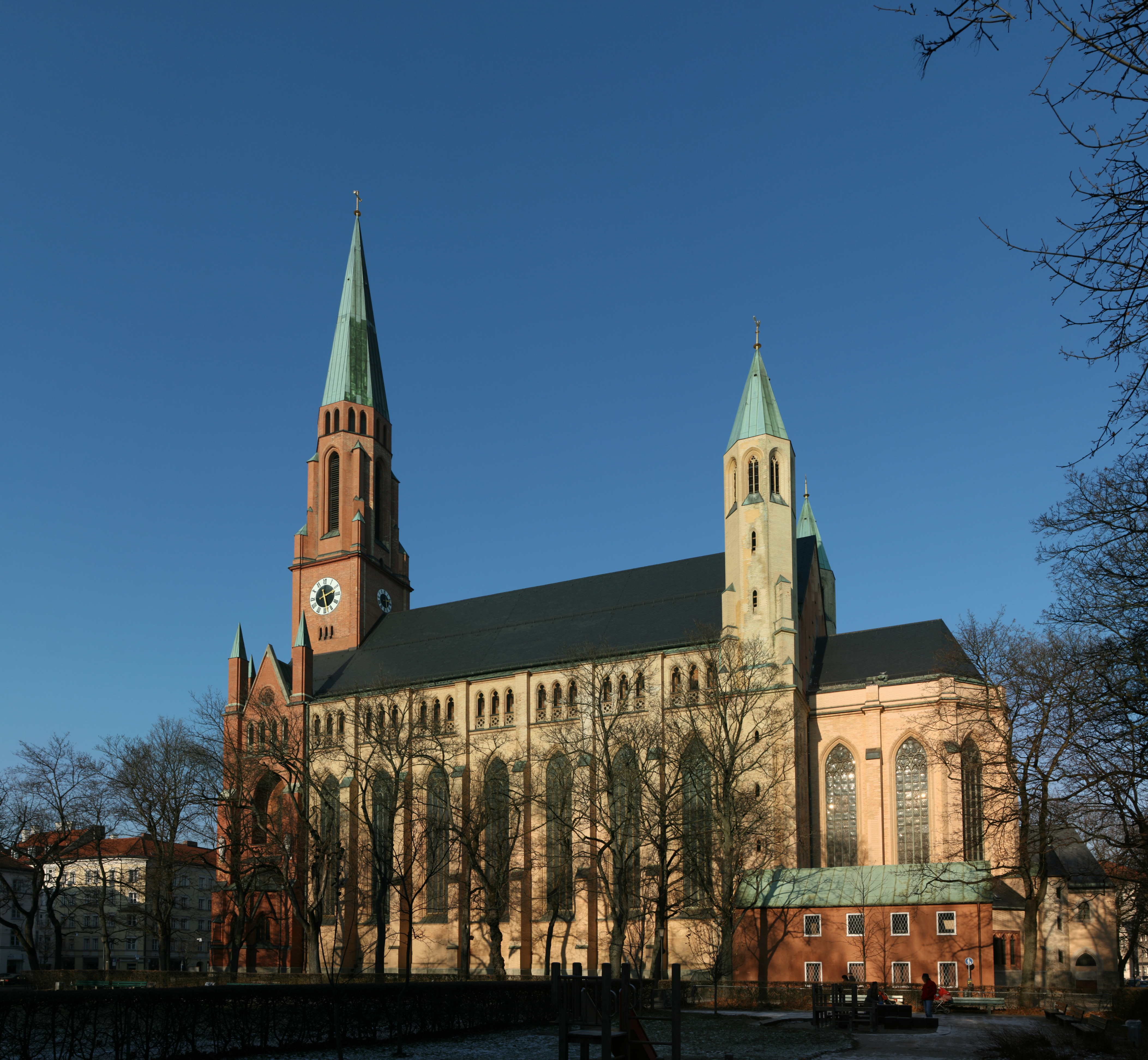
Kirche Hl. Johann Baptist mit bulgarisch-orthodoxer Kapelle Hl. Klimint von Ochrid in der Unterkirche

- Oslo, Norwegen

- Palma de Mallorca, Spanien

- Paris, Frankreich, Gemeinde Hl. Patriarch Jewtimii Tornowski[105], gegründet 1981

- Passau, Deutschland, Gemeinde Hl. Anna[106], gegründet 2005; Nutzung der Lamberg-Kapelle; am 18. Juni 1989 wurde durch Vater Viktor Iwanow[107] die erste orthodoxe Liturgie in Passau und damit auch in ganz Niederbayern zelebriert – orthodoxe russische und rumänische Emigranten nahmen am Gottesdienst teil – zu dieser Zeit gab es in der Stadt keine Bulgaren außer Pater Victor, der auch der einzige orthodoxe Priester in der Region war; demzufolge wurde Vater Victor 1996 auch Gefängnispriester für alle Orthodoxen in allen Gefängnissen in Bayern; zu Beginn des neuen Jahrtausends schwoll die bulgarische Emigration mächtig an, darunter viele junge Leute, die kamen, um in Deutschland zu studieren – aufgrund der Notwendigkeit ihrer geistlichen Betreuung übernahm mit dem Segen des west- und mitteleuropäischen Metropoliten Simeon der Priester Victor Iwan Zimer[108] Ende 2005 die geistliche Betreuung der Bulgaren in den Universitätsstädten Passau und Regensburg, wodurch zwei weitere bulgarisch-orthodoxe Gemeinden entstanden; innerhalb kurzer Zeit gelang es Vater Victor, die jungen bulgarischen Emigranten in Passau zu organisieren und mit Hilfe der patriotischen Bulgaren Zwetelin Georgiew und Iwan Bakalow[109] am 18. Dezember 2005 die bulgarisch-orthodoxe Kirchengemeinde Heilige Anna zu gründen; im Kirchenvorstand wirkten die Freunde des Vaters, der bulgarische Maler Wladimir Matow[110] und der Russe Pjotr Iwanow[111]; der große Eifer des Vaters wird auch von der örtlichen katholischen Kirche geschätzt, die ihr eine eigene Kirche für die regulären Gottesdienste der Bulgaren zur Verfügung stellte – die Lamberg-Kapelle (auch Salvatorkapelle), in der die Gemeinschaft der Bulgarischen Orthodoxen Kirche untergebracht ist, gehört zum Komplex des Passauer Doms St. Stephan; die erste Liturgie in dieser Kapelle wurde am 18. Dezember 2005 abgehalten und gilt als Geburtsdatum der Gemeinde; am 23. Juli 2006 wurde die Ikonostase errichtet[112]; am 6. Januar 2009 feierten die Bulgaren die Taufe Christi (Theophanie)[113] und warfen ein Kreuz in die Donau – die Feier der Wasserweihe fand am Zusammenfluss von Donau, Inn und Ilz statt, wobei Vertreter aller christlichen Konfessionen der Stadt teilnahmen – dies stellt den Beginn einer Tradition dar, welche von der lokalen Bevölkerung mit Neugier und Verständnis angenommen wurde; ab dem 15. Mai 2009 wurde die Gemeinde Teil der Initiative Nacht der offenen Kirchen[114]; am 25. Juli 2009 beging die Gemeinde das Fest des Entschlafens der Gerechten Anna, der Mutter der Gottesgebärerin, mit Bischof Tichon von Tiberias[115]; seit 2014 findet die Liturgie aufgrund der laufenden Reparaturarbeiten infolge der Flut in der katholischen Kirche St. Peter statt[116]

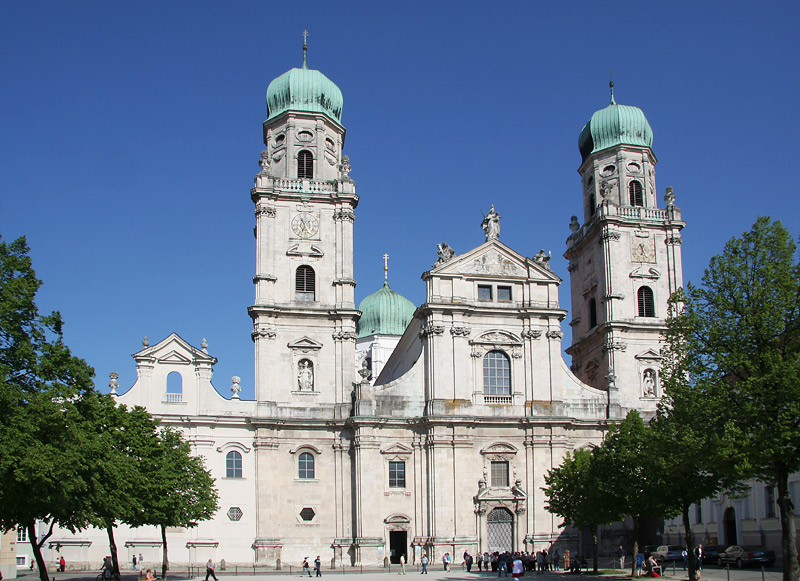
Passauer Dom
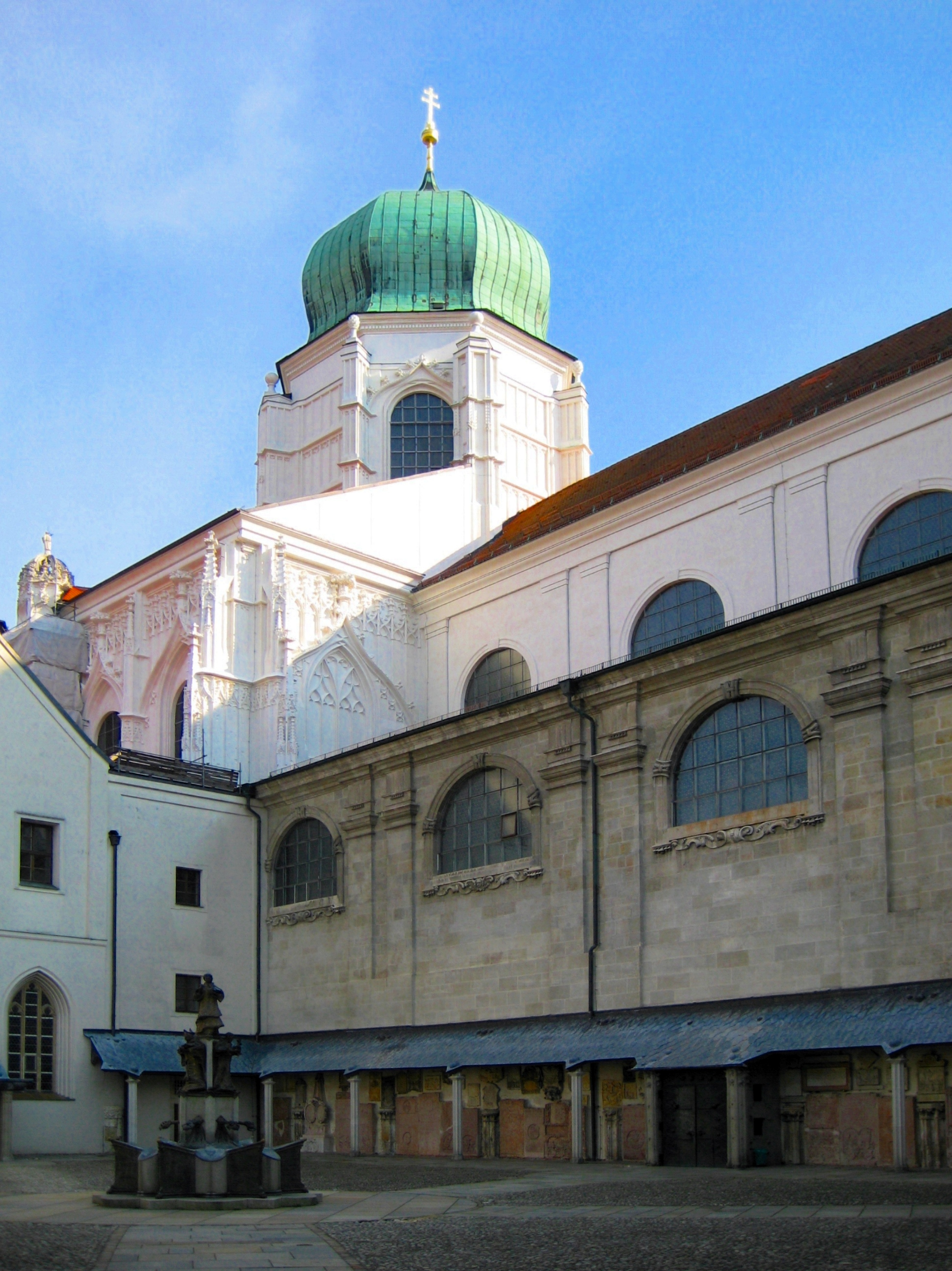
Passauer Dom – Innenhof
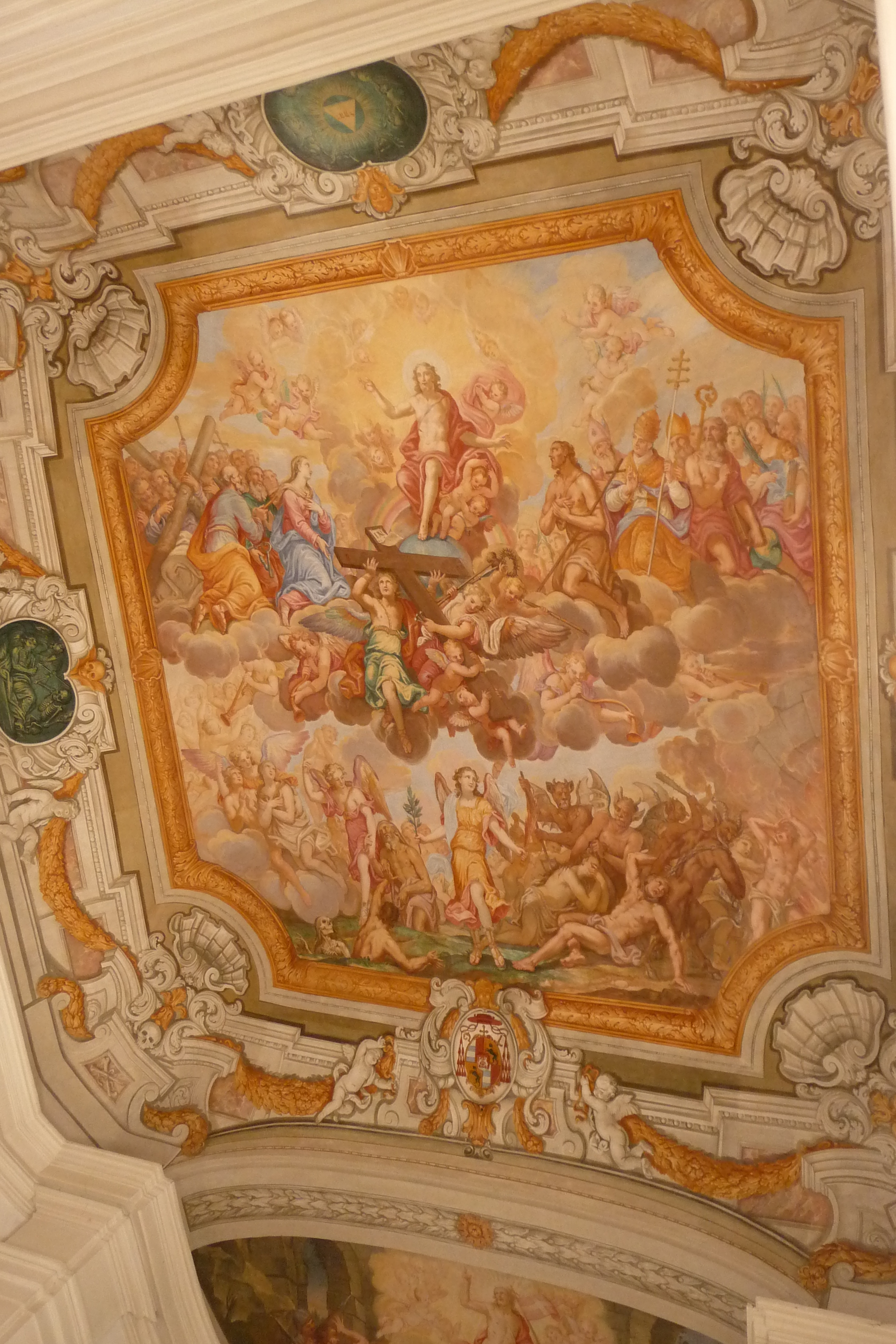
Lamberg-Kapelle – Deckenfresko
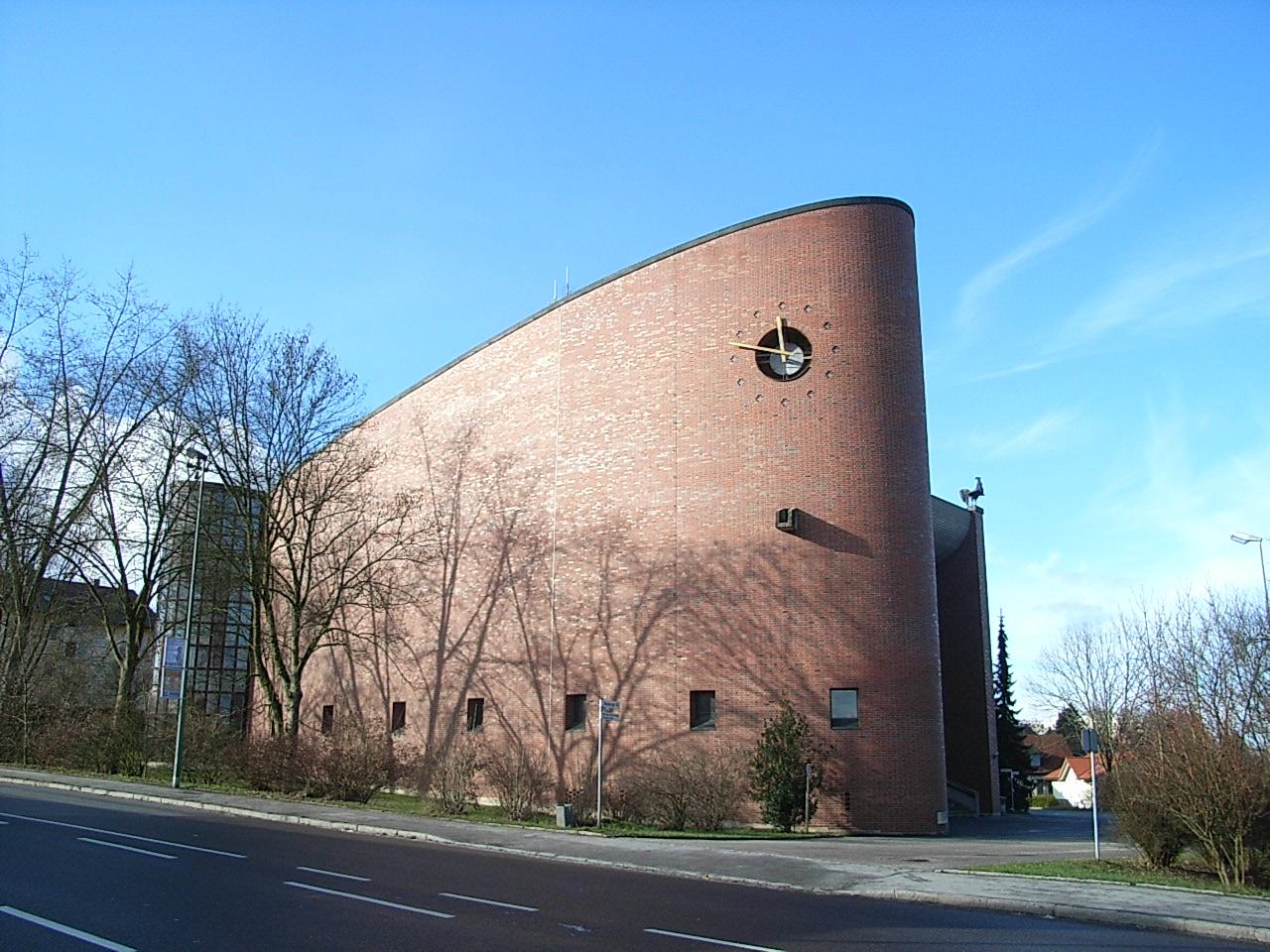
Kirche St. Peter in Passau

- Prag, Tschechien

- Regensburg, Deutschland, Gemeinde Heiliger Nikolaus von Myra[117], erstes Patrozinium Hl. Anna, Erzpriester Victor Zimer (von München aus), Nutzung des Peterskirchleins; am 24. Mai 1985, dem Tag der bulgarischen Bildung und Kultur und slawischen Literatur [118] enthüllten Bulgaren an der Alten Kapelle am Kornmarkt eine Gedenktafel an den erzwungenen Aufenthalt von Method von Saloniki in Regensburg, der hier 870 vor Gericht stand und von hier ins Exil geschickt wurde – seither wird jährlich der 24. Mai in Regensburg feierlich durch die Bulgaren begangen[119]; die ersten Berichte über bulgarisch-orthodoxe Gottesdienste in Regensburg sind vom Wendejahr 1989 überliefert, am 5. November 1989 fand ein erster Gottesdienst in einer Regensburger Kirche[120] mit dem Priester Victor Iwanow[121] statt – die ersten Gottesdienstbesucher waren neben den wenigen Bulgaren in der Stadt vor allem russische Emigranten, welche hier schon länger lebten; zu den Gottesdiensten kam auch Frau Kantschewa[122], welche mit ihrem Mann Jonko[123] 1936 als erste bulgarische Gärtner nach Regensburg gekommen waren, sie stammten aus Sewliewo[124]; bis 1989 schmückte Frau Kantschewa neben ihrer Arbeit in der Gärtnerei und in der Gemüseproduktion auch die russisch-orthodoxe Kirche in der Stadt, danach förderte sie die bulgarisch-orthodoxe Kirche in der Region; mittlerweile ist diese Funktion auf ihre Schwiegertochter, die Zahnärztin Madlena Kantschewa[125] übergegangen, welche auch die Ikonostase der bulgarisch-orthodoxen Kirche mitgestaltet hat; die geplante offizielle Gründungsfeier der Kirchengemeinde am 6. Dezember 2005 (dem Patronatsfest der Gemeinde) musste aufgrund der Abwesenheit des west- und mitteleuropäischen Metropoliten Simeon in Deutschland verschoben werden; am 25. Dezember 2005[126] konnte durch den Priester Viktor Zimmer die erste Göttliche Liturgie der neugegründeten Gemeinde in der Kapelle des Ostdeutschen Instituts in Regensburg abgehalten werden – diese Liturgie gilt als die Geburtsstunde der Gemeinde; am 6. Januar 2007 wurde die Tradition der Wasserweihe in Regensburg begründet[127]; am 3. November 2007 feierte die Gemeinde die erste Liturgie im neuen Heim des Peterskirchleins[128]; am 6. Januar 2008 verpflichtete sich der Ikonenmaler Wladimir Matow[129] zur Ausführung einer Ikonostase, finanzielle Unterstützung erhielt er den Mitbegründer und Treuhänder der Gemeinde, Herrn Wesselin Rubtschew[130]; Abschluss einer Studienwoche im September 2017, die vom Ostkircheninstitut der Diözese Regensburg und der Fakultät für orthodoxe Theologie der Universität Sofia veranstaltet wurde, nahmen Professoren, Priester und Studenten der bulgarischen Delegation an der Liturgie der Gemeinde teil[131]

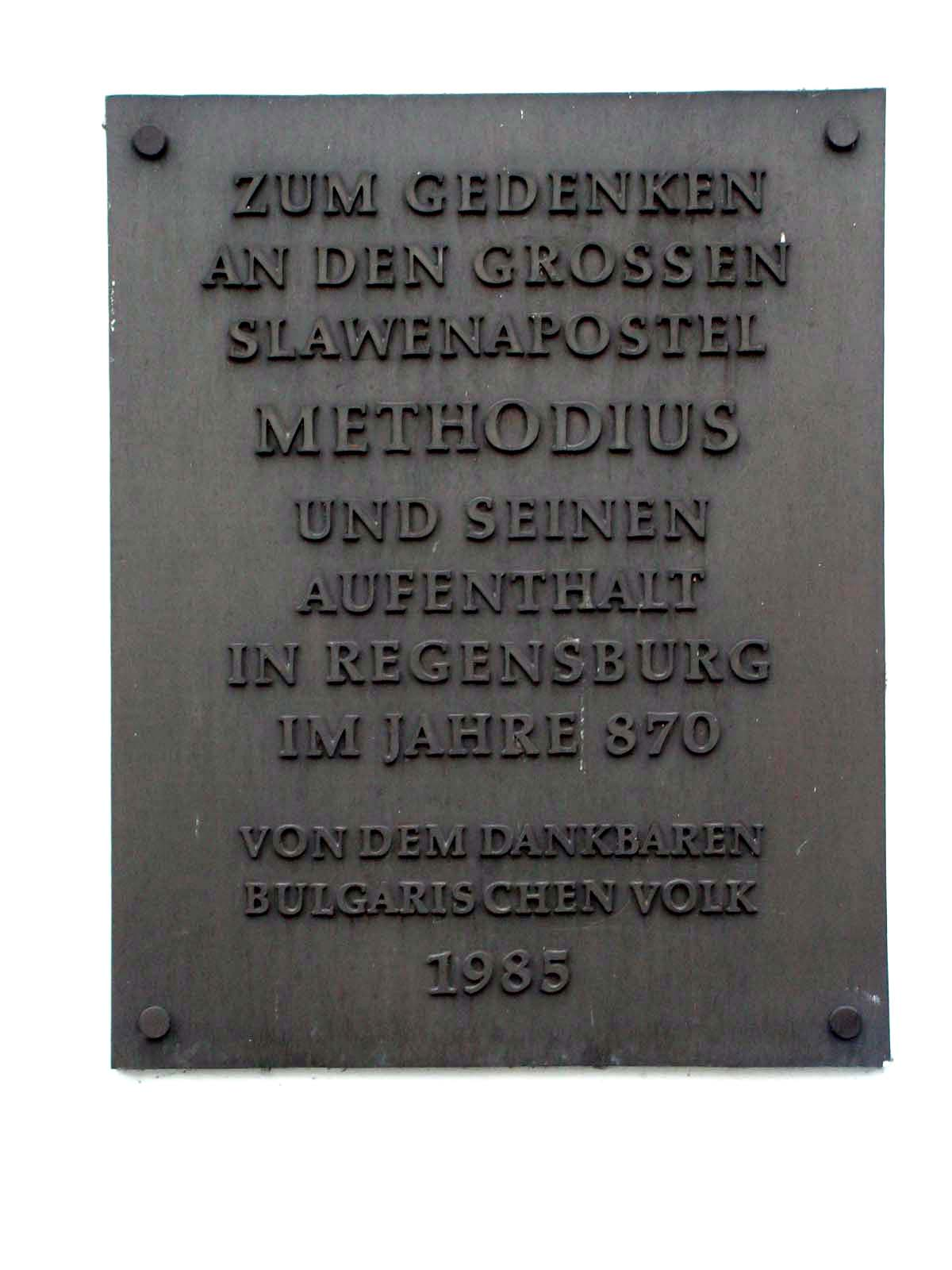
Gedenktafel an die Gefangensetzung Methods in Regensburg an der Alten Kapelle
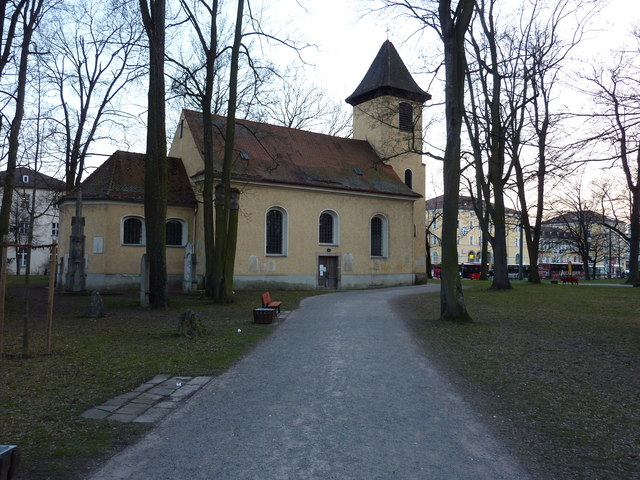
Peterskirchlein Regensburg
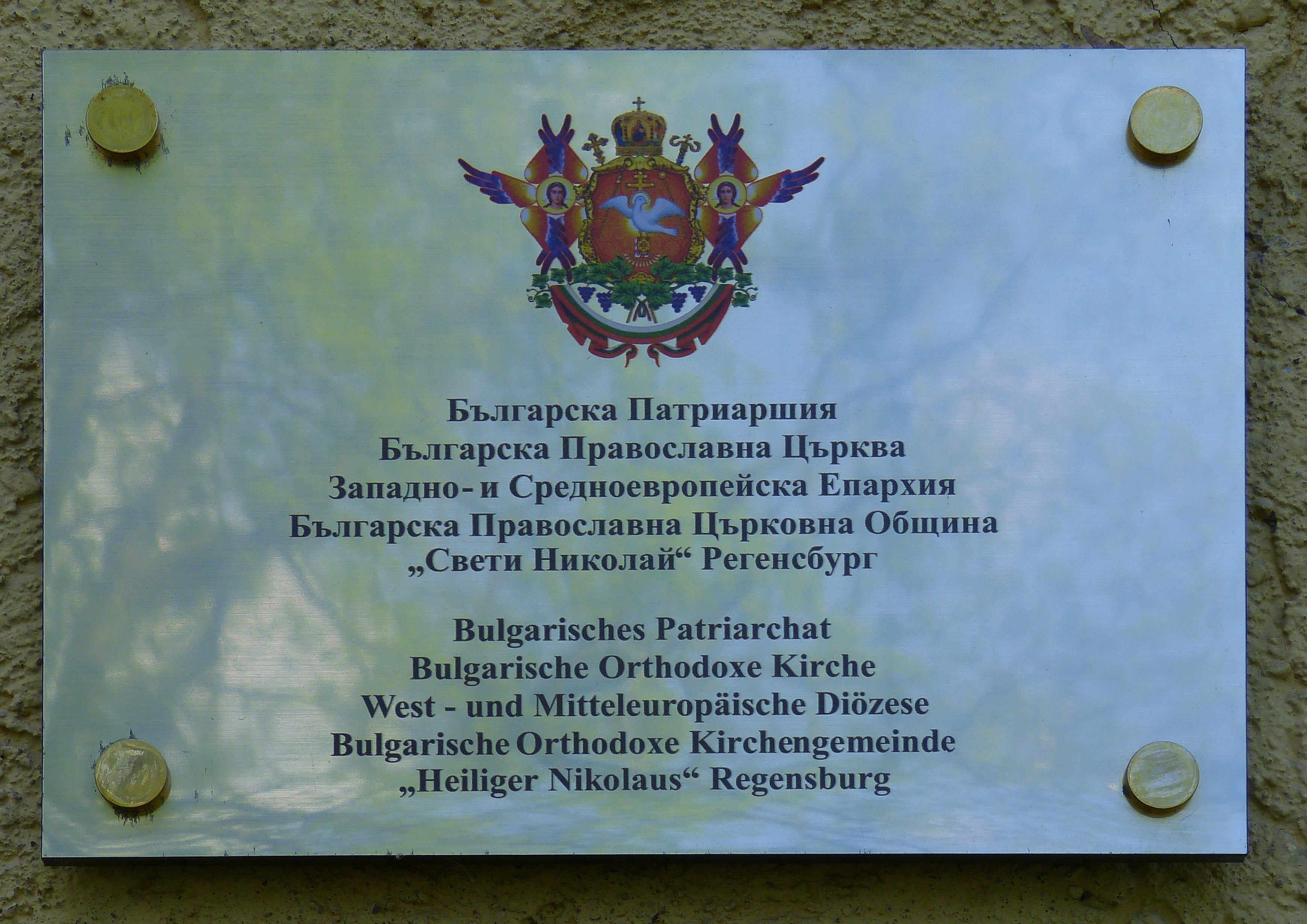
Gemeindeschild am Peterskirchlein
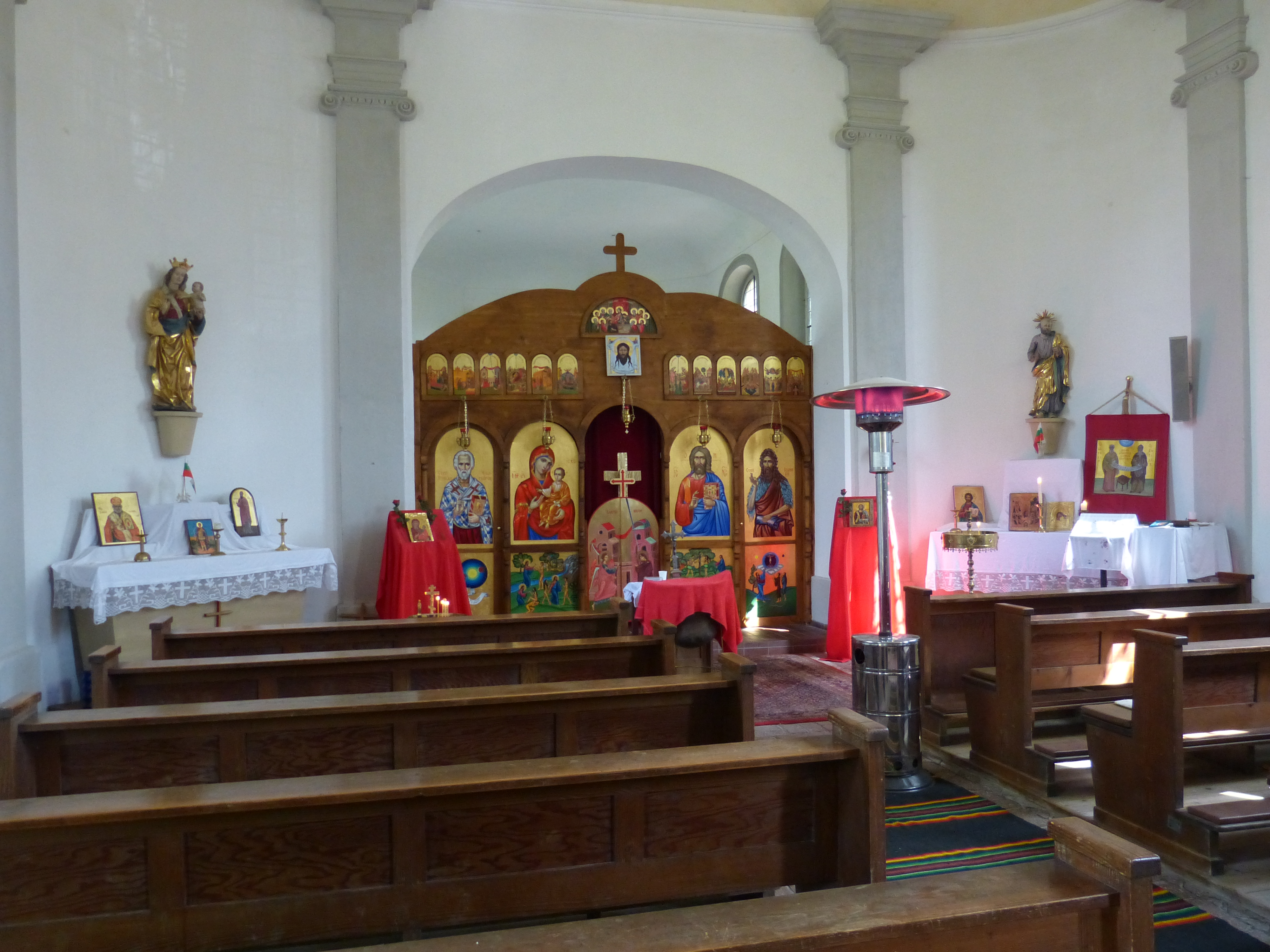
Peterskirchlein innen mit Ikonostase

- Rom, Italien

- Segovia, Spanien, Gemeinde Hl. Epiphanie[132], gegründet 2006, auf die Bitte der Gemeinde hin entsandte Metropolit Simeon den bulgarischen Priester Serafim Walkow[133] mit der Aufgabe, die bulgarisch-orthodoxe Kirche entsprechend den Anforderungen der lokalen Gesetzgebung in Spanien zu legalisieren, was aber an der fehlenden Unterstützung in der lokalen Bevölkerung scheiterte, so dass der Priester unverrichteter Dinge zurückkehren musste; 2007 wurde der seit 1990 in Madrid lebende Diözesanrat der west- und mitteleuropäischen Diözese, Julii Nikolow[134], als Geistlicher anerkannt, welchem nun diese Aufgabe zufiel; im April 2008 erhielt Julii Nikolow ein bischöfliches Beglaubigungsschreiben, auf dessen Grundlage er einen Vertrag über die günstige Anmietung einer ehemals römisch-katholischen Kirche in der Altstadt von Segovia abschließen konnte; noch im gleichen Jahr wurde die bulgarisch-orthodoxe Kirche in Segovia gemäß den Anforderungen des spanischen Rechts offiziell gegründet und auch registriert; Priester Julii Nikolow war 1988 Absolvent der Geistlichen Akademie Hl. Kliment von Ohrid und arbeitete vom 1. Januar 1986 bis zum 20. Juli 1990 als Priester in der Diözese von Sofia, bevor er sich mit ständigem Wohnsitz in Spanien niederließ; am Pfingstsonntag 2011, den 12. Juni, weihte Seine Eminenz Metropolit Antonij in der Kirche Hl. Epiphanie Waleri Borislawow[135] und Georgi Russanow[136] zu Lektoren

- Stockholm, Schweden

- Straßburg, Frankreich, Gemeinde Die heiligen Kyrill und Method und heiliger Benedikt von Nursia, gegründet 1997

- Stuttgart, Deutschland, Gemeinde Die heiligen Kyrill und Method (Bulgarische Orthodoxe Kirchengemeinde e. V.), Liturgie in den russischen Kirchen Heiliger Nikolas[137] in Stuttgart-Relenberg und Heiliger Prophet Elias sowie in der serbischen Kirche Die Synode der serbischen Heiligen[138] am Marienplatz; Priester: Pater Sergej Nenow; gegründet am 19. Mai 1982 von 25 Bulgaren, von denen einige Mitglieder der deutsch-bulgarischen Gesellschaft in Stuttgart waren – das Gründungsprotokoll hatte der damalige Vikarbischof für Westeuropa, Simeon, unterzeichnet; dieses Ereignis markiert den Beginn der bulgarisch-orthodoxen Kirche in Deutschland und Westeuropa; mehr als 30 Jahre später sucht die Bulgarisch-Orthodoxe Gemeinde noch immer nach einem eigenen Kirchengebäude in Stuttgart; Priester von 1991 bis 2004 Vater Georgi Schumow, von 2005 bis 2014 Vater Nedjalko Kalinow; Vorsitzender der Gemeinde ist Vater Sergej Nenow, er wurde am 24. Januar 2015 vom Diözesanbischof Antonij zu seinem Dienst ernannt; die Gemeinde beteiligt sich jährlich an etlichen christlichen und kulturellen Feiern, wie dem Methodius-Fest in der Stadt Ellwangen; heute zählt die Gemeinde etwa 120 Mitglieder und Freunde

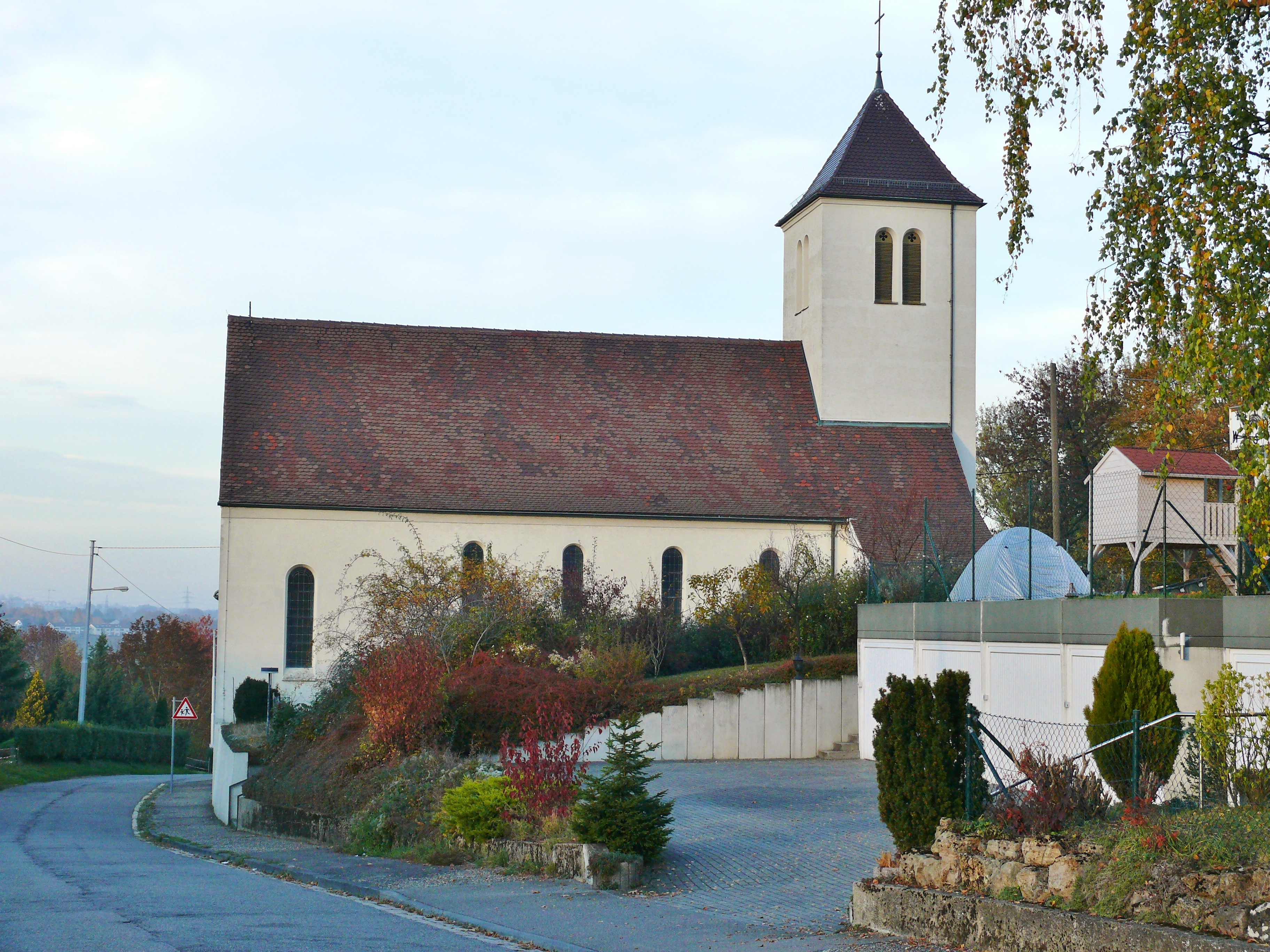
Kirche der Heiligen Bonifatius, Kyrill und Methodii, Steinhaldenfeld
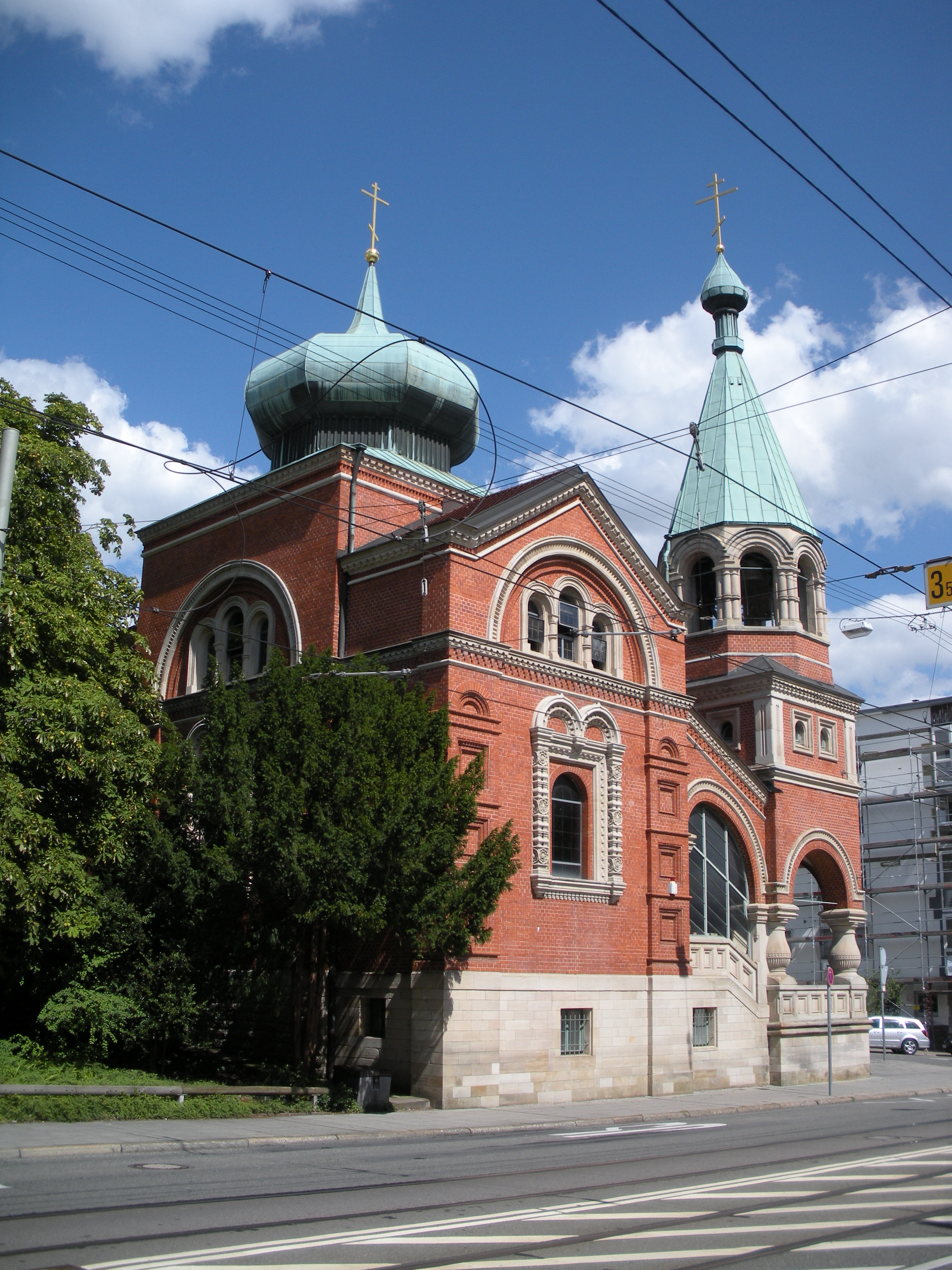
Russische Kirche St.-Nikolaus-Kathedrale, Stuttgart
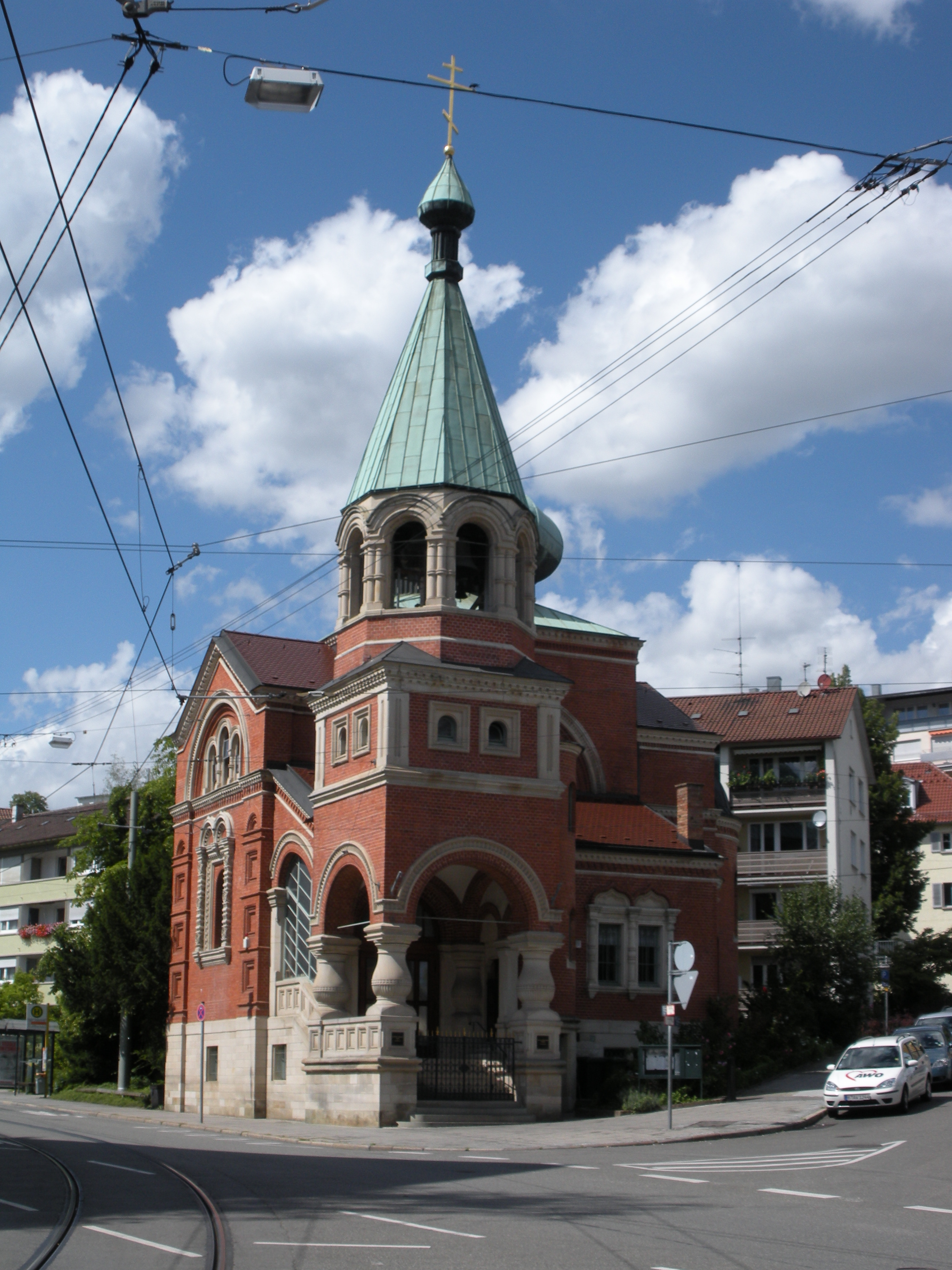
Russische Kirche St.-Nikolaus-Kathedrale, Stuttgart

- Valletta, Malta

- Wien, Österreich, Gemeinde Heiliger Ivan Rilski, seit 11. Juni 2017[139] Liturgie in der Wohnhausanlage Dunklergasse 21 mit im Erdgeschoss eingebauter orthodoxen Kirche[140][141]; gegründet 1967 und registriert am 19. Mai 1969; bis 24. Dezember 1993 in der russisch-orthodoxen Kirche im 3. Wiener Gemeindebezirk, danach (Anfang Januar 1994 bis Anfang Juni 2017) in der Kirche zum Hl. Iwan Rilski im vierten Wiener Gemeindebezirk am Kühnplatz[142] seit 1990 wird die Bulgarisch-Orthodoxe Kirche in Österreich von Bischofsvikar Mag. Iwan Petkin vertreten, der auch die Pfarre in Wien leitet[143];
  - des Weiteren gibt es die Bulgarische Orthodoxe Kapelle Heiliger Kyrill und Method in der Klagbaumgasse;[144]
  - Archimandrit: Ioan (Jelkow)

- Zagreb, Kroatien

- Zürich, Schweiz Gemeinde „Sveti Georgi der Siegesreiche“ Schweiz,[145] Kirche Maria Krönung[146] in Zürich-Witikon (Unterkirche)[147], Priester: Jordan Paschew[148]

Römisch-katholische Pfarrei Maria Krönung Zürich Witikon, Aussenansicht
Römisch-katholische Pfarrei Maria Krönung Zürich Witikon, Eingang
Römisch-katholische Pfarrei Maria Krönung Zürich Witikon, Innenansicht
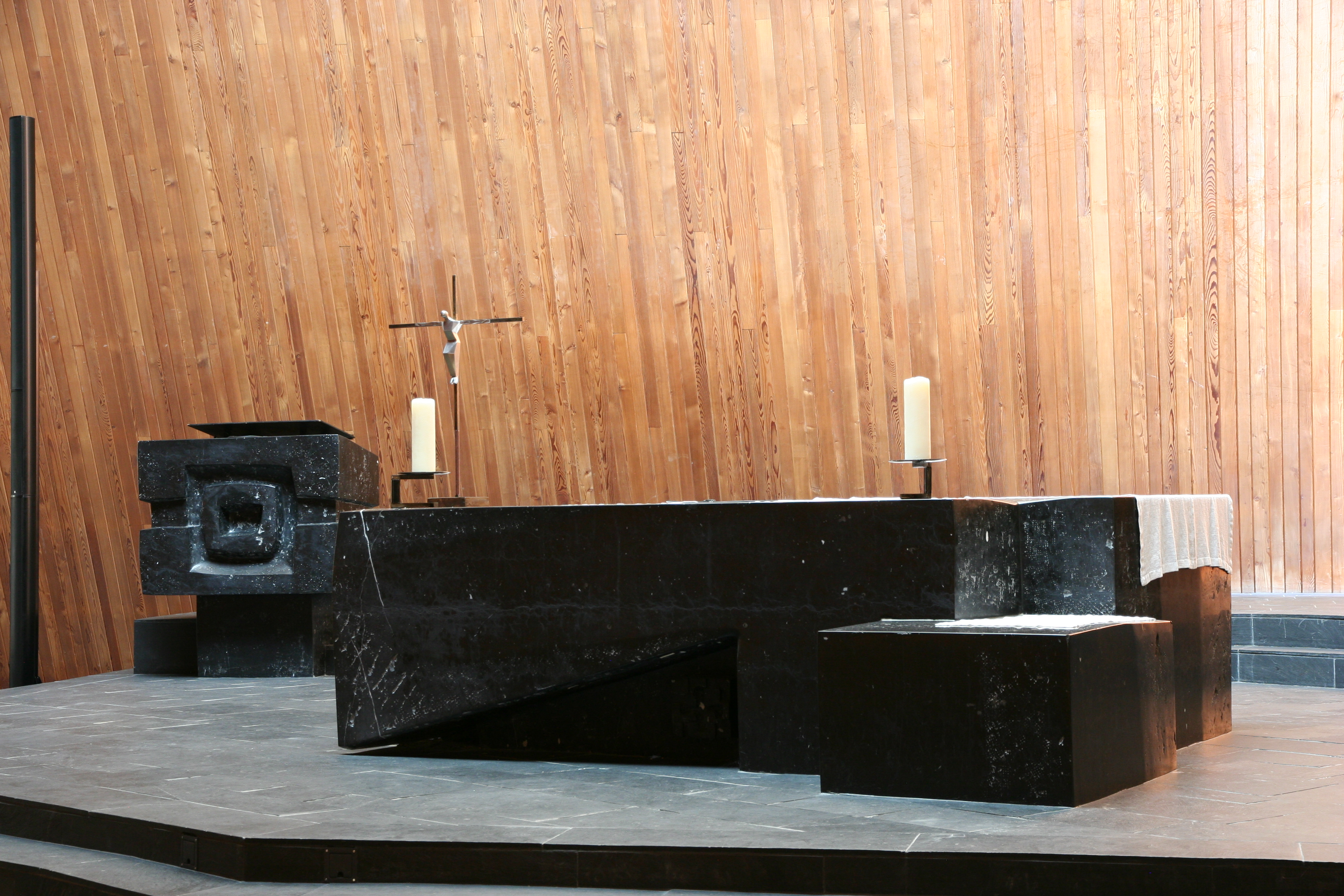
Römisch-katholische Pfarrei Maria Krönung Zürich Witikon, Altar

## Klöster

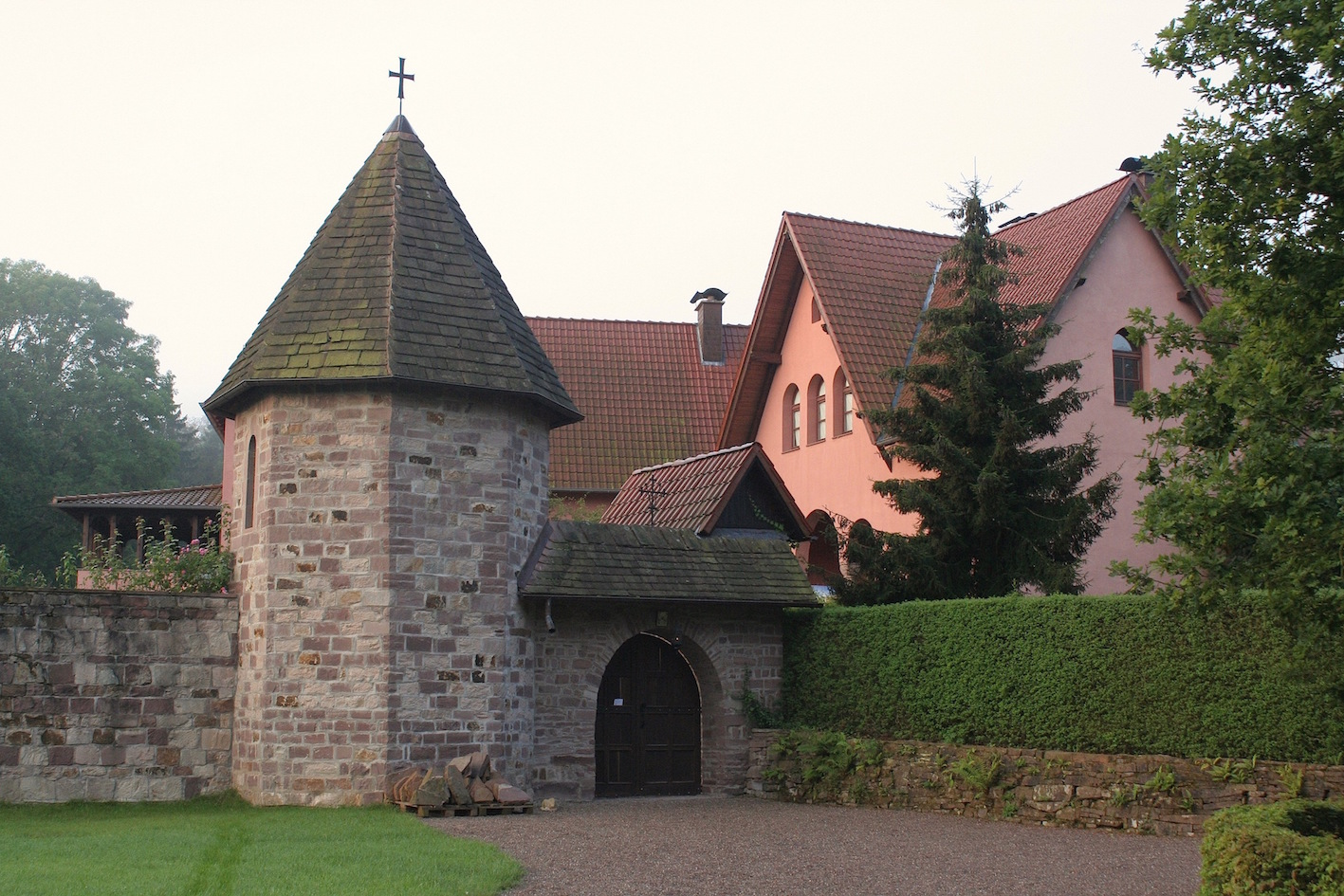
Pforte des Dreifaltigkeitsklosters Buchhagen

Derzeit (2020) existiert im Bereich der Metropolie das Deutsche Orthodoxe Dreifaltigkeitskloster in Buchhagen, einem Ortsteil von Bodenwerder (Niedersachsen) im Weserbergland.
Der Klostergründer Johannes Pfeiffer (* 1955) studierte Musik und Religionswissenschaften in Berlin und kam dort zu Beginn der 1970er Jahre mit der Orthodoxie in Berührung. Nach seiner Konversion zur Orthodoxen Kirche wurde er Mönch auf dem Heiligen Berg Athos, wo er auch die Mönchsweihen bis zur höchsten Stufe des Archimandriten empfing. Im Jahr 1990 wurde die gemeinnützige „Stiftung deutsches orthodoxes Dreifaltigkeitskloster“ gegründet und ein Grundstück in Buchhagen gekauft. Die ersten Gebäude des Klosters, von den Mönchen weitgehend in Eigenleistung erstellt, wurden 1992 fertiggestellt. Das Kloster wurde 1994 vom bulgarischen orthodoxen Metropoliten Symeon geweiht und zwei Jahre später folgte die Weihe der Krypta. Zuletzt wurde im Hof der Weihwasserbrunnen als Monopteros auf acht Säulen mit Kuppel errichtet. Der architektonische Entwurf stammt von Abt Johannes, der sowohl Elemente der Weserromanik als auch der byzantinischen Klosterarchitektur aufgreift.
Ursprünglich war das Kloster als Tochtergründung eines Athosklosters geplant. Der Rat der Altväter (Synaxis) des Klosters Koutloumousiou (Athos) hatte bereits 1982 ein entsprechendes Statut vorbereitet, dessen Umsetzung jedoch am Widerstand der Griechisch-Orthodoxen Metropolie von Deutschland scheiterte.
Die kanonische Einbindung des 1990 gegründeten Klosters in die Bulgarisch-Orthodoxe Kirche erfolgte auf einer Synode der Diözese im Herbst 1993. Am 27. März 1994 erhielt das Kloster ein kanonisches Statut, das auf jenes zurückgeht, welches bereits 1982 von der Synaxis auf dem Athos für die deutsche Neugründung erstellt worden war. Darin wurden der deutsche Nationalcharakter und die monastische Autonomie des Klosters festgelegt. Theologisch wird dieses Statut dadurch gerechtfertigt, dass es dem Zeugnis der Slawenapostel Kyrill und Method entspricht, die schon vor über 1000 Jahren das Recht aller Völker verteidigt hatten, in der eigenen Sprache den Gottesdienst zu halten.
Neben der Pflege der byzantinischen Liturgie ist der liturgische Gesang, der im Kloster gepflegt wird, eine Besonderheit: der Deutsche Choral. Diese Choraltradition wurde vom Abt des Klosters für den orthodoxen Gottesdienst in deutscher Sprache entwickelt und führt die Arbeiten zur Gewinnung einer „Deutschen Choraltradition“ fort, die im römisch-katholischen und im evangelischen Bereich geleistet worden sind. Der Deutsche Choral greift weiterhin den byzantinischen auf, wie er in den Athosklöstern und anderen monastischen Zentren der orthodoxen Kirche lebendig ist. Grundlage der Neumenschrift des Deutschen Chorales ist die Choralnotation von Solesmes. Als Grundlage für den Psalmengesang dient eine eigene Übersetzung, der Buchhäger Psalter.
Ferner gibt es eine Familiaritas von orthodoxen Christen, die – ohne selbst Mönche oder Nonnen zu sein – in einer besonderen geistlichen Beziehung zu den Mönchen des Klosters stehen und dieses auf verschiedene Weise, jeder nach der Maßgabe seiner Möglichkeiten, unterstützen.